# Lactaire délicieux
Ne doit pas être confondu avec Lactaire sanguin.
Lactarius deliciosus
Espèce
Statut de conservation UICN

 LC  : Préoccupation mineure
Lactarius deliciosus, le Lactaire délicieux, est une espèce de champignons basidiomycètes de la famille des Russulaceae. Il fait partie d'un groupe de Lactaires à latex orangé ou rougeâtre assez ressemblants et souvent confondus entre eux par les cueilleurs ; la section Deliciosi. Son inféodation stricte aux Pins, son latex orange, son pied court à fossettes (scrobiculé) et son chapeau zoné permettent de le différencier de ses espèces proche. Présent sur l'ensemble de l'Eurasie et des Amériques, il s'agit d'un champignon comestible très estimé des peuples du pourtour méditerranéen et partie prenante de la gastronomie provençale.

## Description du sporophore
Le Lactaire délicieux est un champignon dont le sporophore présente un pied et un chapeau. Le pied est central. Sous le chapeau, l'hyménophore est constitué de lames.

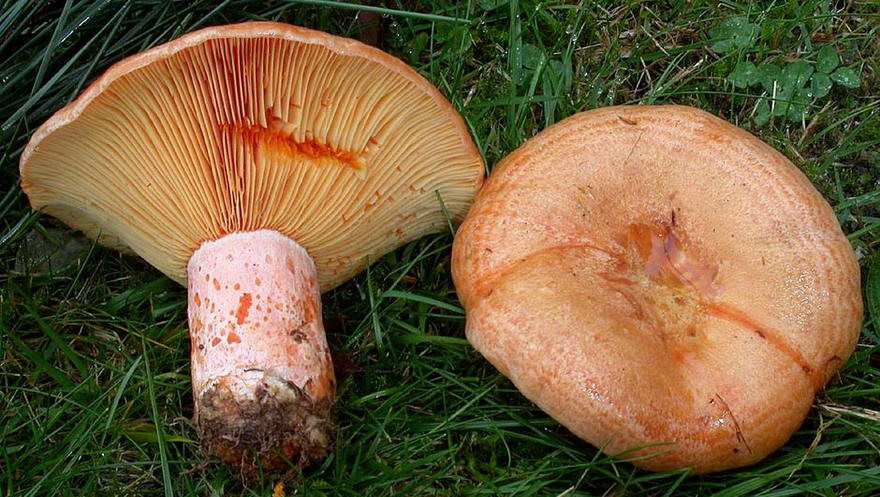
Deux sporophores de L. deliciosus en Serbie.

Son chapeau mesure de 5 à 12 cm de diamètre parfois jusqu'à 16 cm. Il est charnu, légèrement convexe, puis plat, déprimé au centre et enfin en forme d'entonnoir. Sa marge est mince, pruineuse chez les jeunes spécimens et longtemps enroulée, puis recourbée vers le bas et ondulée en vieillissant. Sa cuticule est mince, élastique, soyeuse, un peu visqueuse et brillante par temps humide, d'aspect glacé, mat, feutré quand elle est sèche, avec des zones concentriques évidentes, souvent avec des fossettes, également nommées scrobicules, et des guttules surtout vers la marge. Le chapeau est coloré de crème orangé, rose orangé, rouge orangé, orange ou orange chair ; les guttules et zonations étant plus foncées et tirant sur le brun rougeâtre. Il présente parfois des taches verdâtres dans les lésions,,.
L'hyménophore est constitué de lames épaisses et serrées, adnées à sub-décurrentes, minces et élastiques, avec de nombreuses lamellules arquées et fourchues au niveau du pied. Elles sont de couleur orange, jaune orangé ou orange saumoné pâle et ne verdissent pas sur les lésions. Leur sporée est crème jaune pâle,,.
Son stipe (pied), est court et cylindrique, mesurant de 2 à 4 cm de haut, parfois 6 cm, pour 1 à 2 cm d'épais, rarement 3 cm, est coloré de blanc orangé à crème orangé et clairement couvert de fossettes (scrobicules) irrégulières plus foncées, de couleurs orange foncé, rouge orangé ou orange brun. Plein puis creux, il est souvent vermoulu. Il ne verdit pas,,.
La chair est ferme et épaisse, généralement cassante, molle et élastique dans le pied, de couleur orange carotte, puis plus foncée, presque rougeâtre ; le cœur du pied conservant une coloration blanche. Son odeur est fruitée et agréable et son goût est similaire quoi que légèrement amer sur le tard. De toutes ses parties coule un latex orange vif, tachant, peu abondant, à la saveur douce qui rougit très lentement et ne verdit quasiment pas à l'oxydation, ou alors après une ou plusieurs heures,,.

Principaux caractères distinctifs
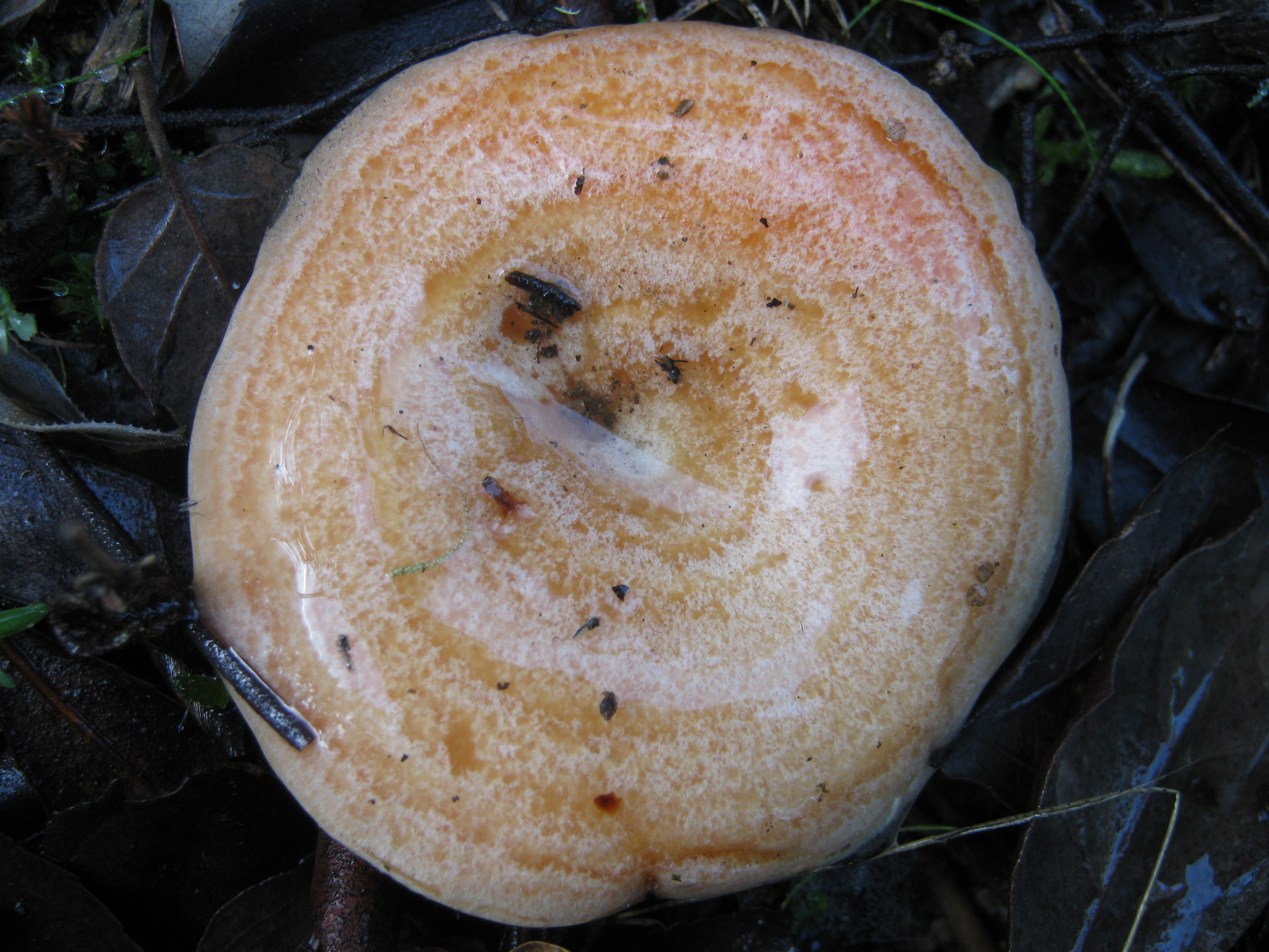
Chapeau zoné (marqué de zones circulaires concentriques).
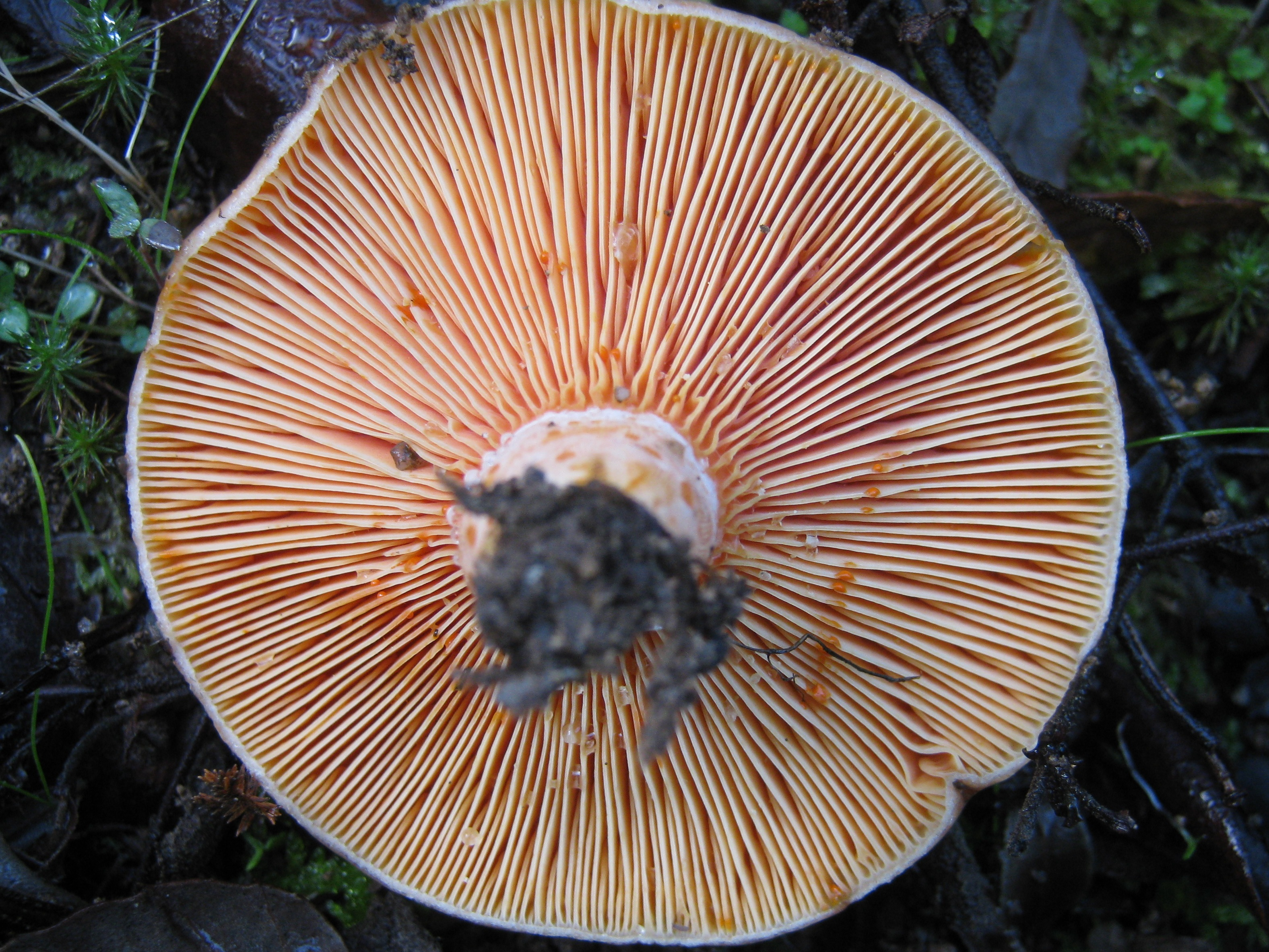
Lames orangées, exsudant facilement du latex à la blessure.
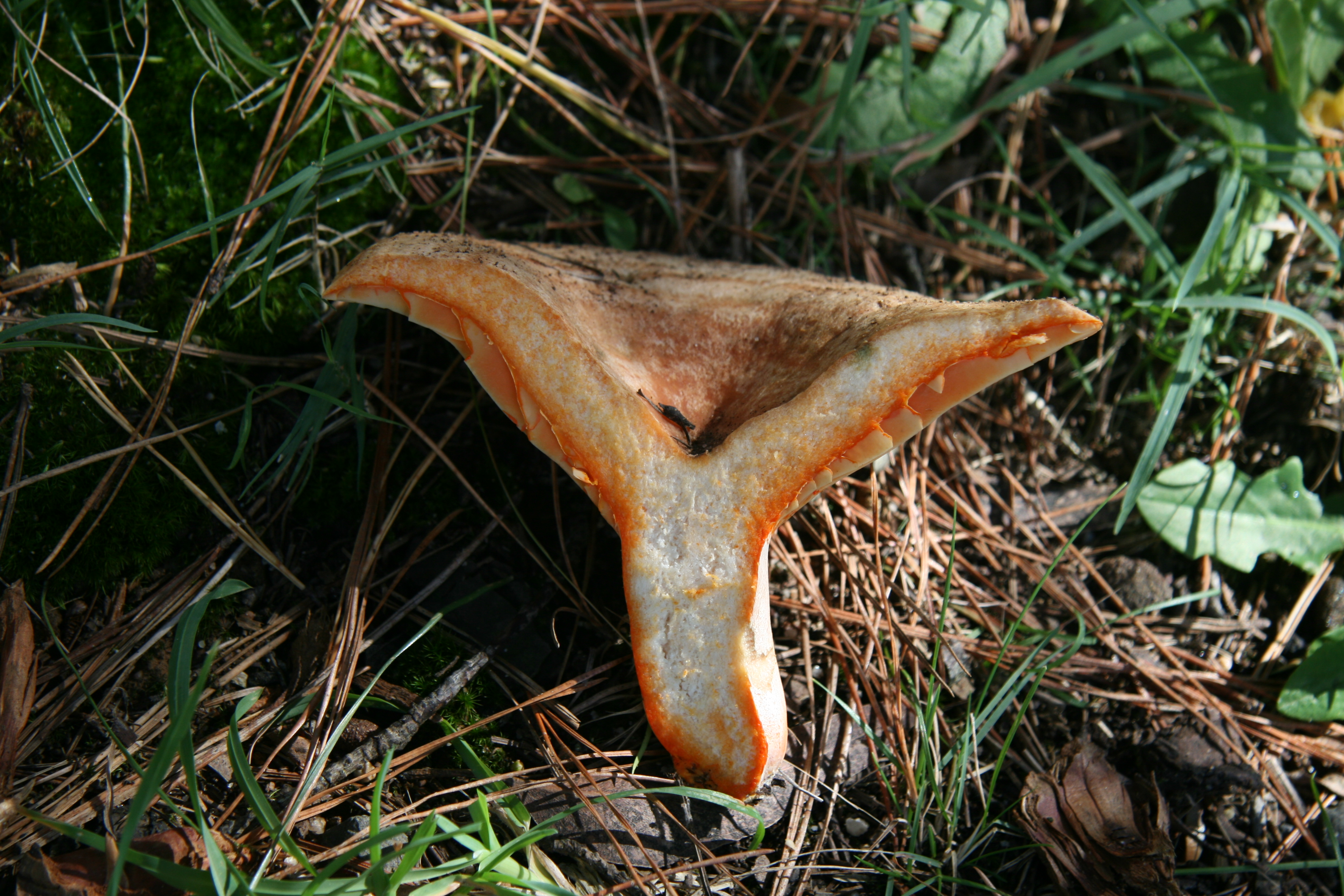
Chair blanchâtre exsudant du latex orangé à la coupe.
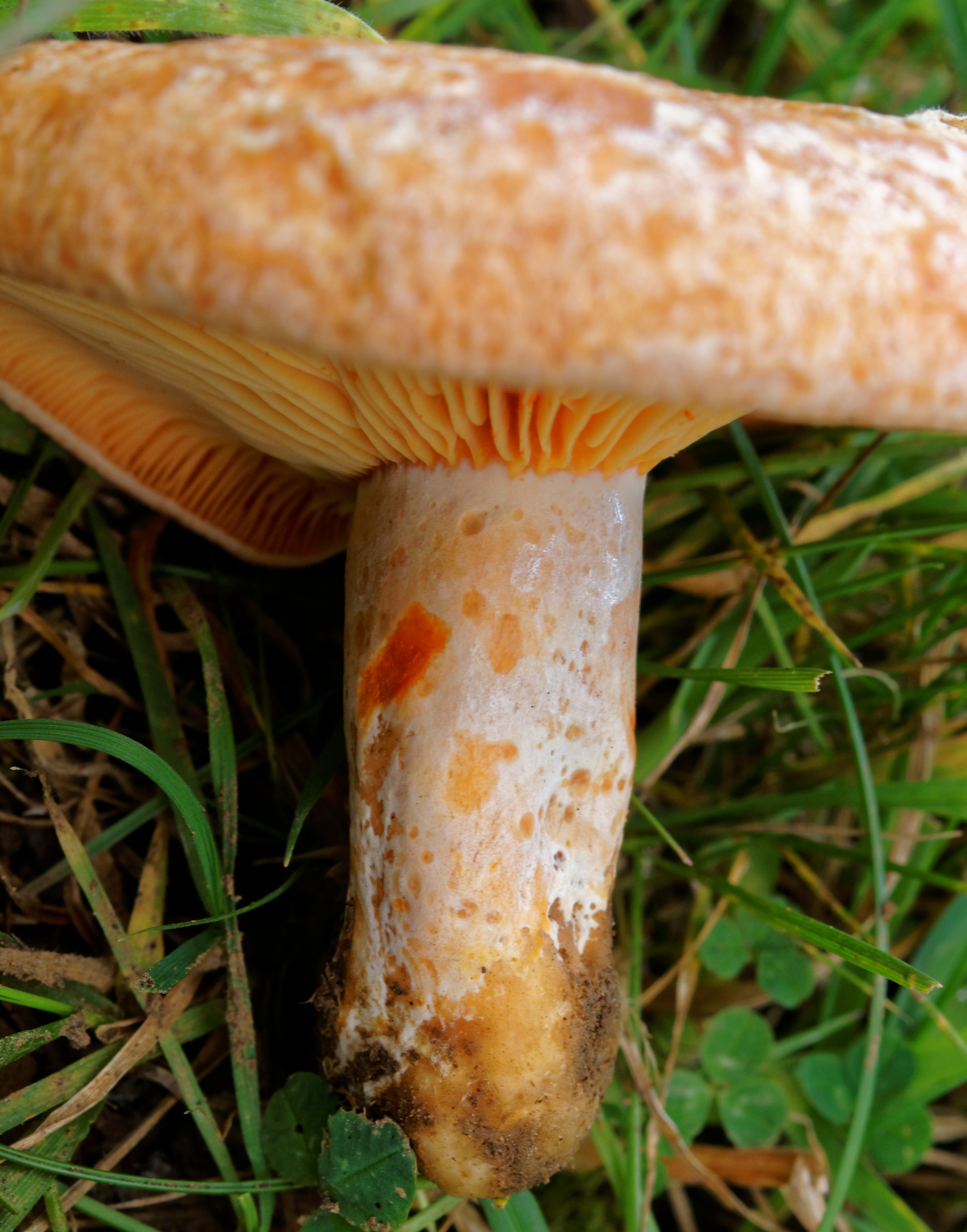
Pied orné de fossettes (scrobicules).
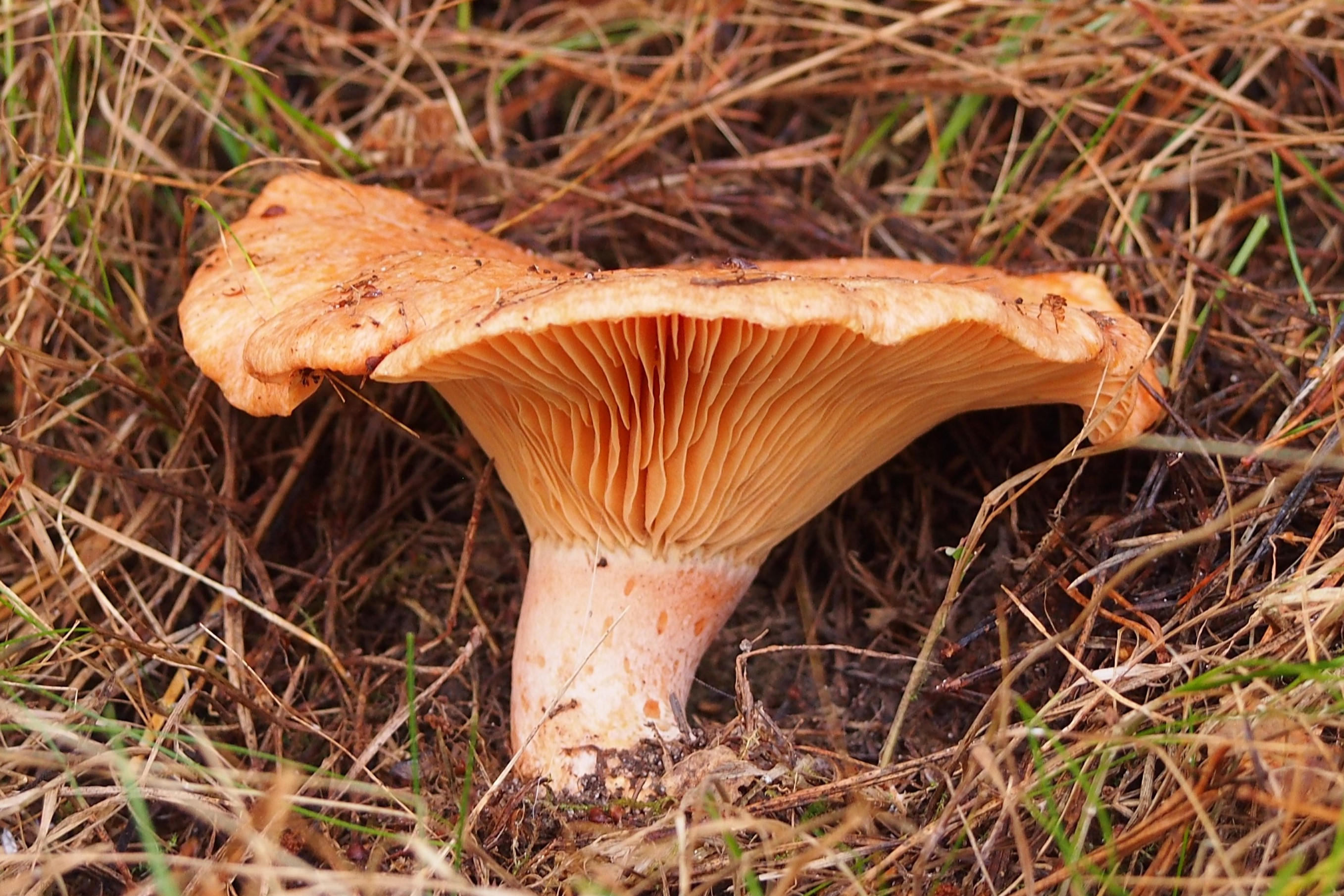
Pousse exclusivement sous Pins.

### Caractéristiques microscopiques

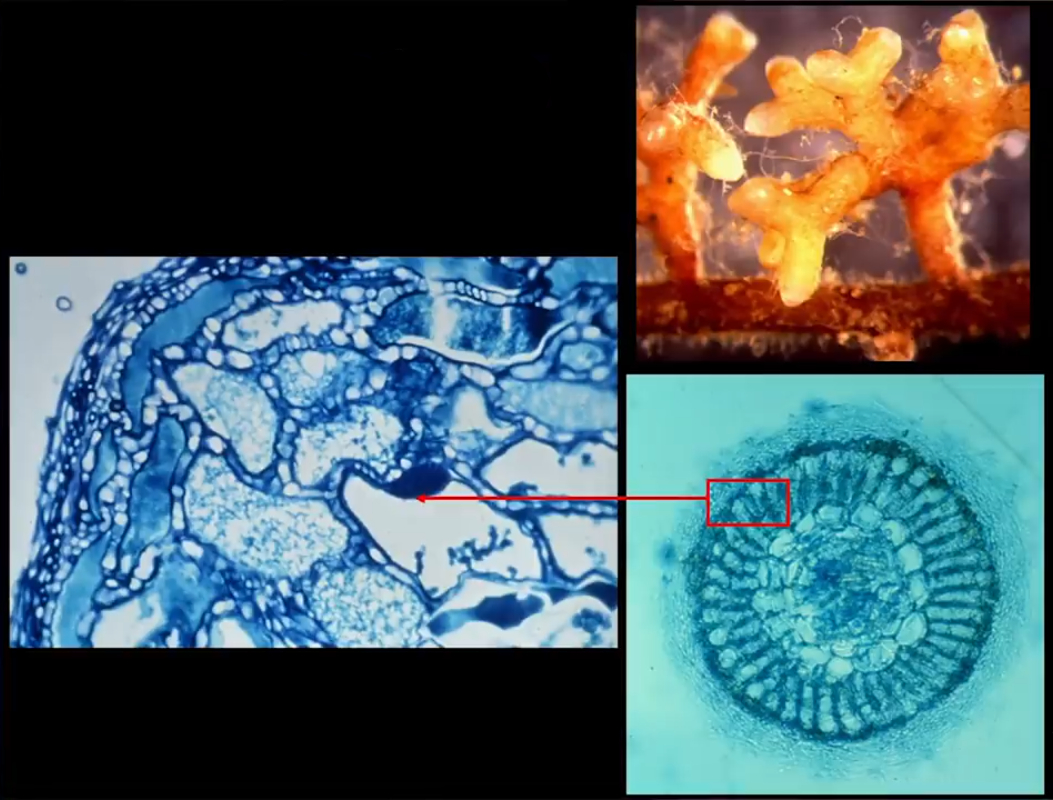
Ectomycorhizes orange de L. deliciosus sur les racines d'un Pin. Sur ces coupes transversales est visible le feutrage des hyphes du champignon qui entourent la racine et pénètrent dans ses cellules externes.

Ses spores sont elliptiques, elles mesurent 7 à 9 µm x 6 à 7 µm, à crêtes basses (0,5 µm de haut) connectées en un réseau presque complet. Les basides sont clavées, tétrasporiques. Ses cheilocystides sont peu nombreuses, de 2 types: les unes fusiformes à subulées, mesurant 25 à 35 µm x 4 à 6 µm ; les autres cylindriques à étroitement clavées, cloisonnées, mesurant 33 à 70 µm x 4 à 7 µm. Les pleurocystides sont rares, fusiformes à subulées, mesurant 45 à 60 µm x 6 à 8 µm. La cuticule est faite d'hyphes couchées, parallèles, de 2 à 6 µm de large, gélifiées.

## Écologie et distribution
Le Lactaire délicieux pousse en troupes souvent abondantes, avec des pieds parfois cespiteux, dans les bois secs thermophiles en association ectomycorhizienne exclusive avec les Pins dont Pinus halepensis, P. Ieucodermis, P. nigra, P. pinaster, P. pinea, P. strobus et P. sylvestris. Il est plutôt indifférent au pH et à la texture du sol. Très fréquent sur le pourtour méditerranéen à l'automne, il se raréfie à des latitudes plus élevées où il semble néanmoins devenir plus courant.
Le Lactaire délicieux est présent sur l'ensemble de l'écozone néarctique, du Canada au Mexique, de l'écozone néotropicale du Guatemala à l'Uruguay ainsi que de l'écozone paléarctique, en Europe, en Afrique du Nord et en Asie de la Turquie à Hong-Kong en passant par la Sibérie et l'Himalaya.

## Confusions possibles

### Lactaires de la sectionDeliciosi
En Europe, Lactarius deliciosus se distingue de ses congénères par son association exclusive avec les Pins, la couleur orangée verdissante de son latex, son pied scorbiculé, son odeur fruitée et son goût doux. Malgré tout, il est très souvent confondu avec les autres espèces de Lactaires à lait orangé, mais ces confusions n'ont pas de conséquences néfastes pour la santé car la sécurité alimentaire de toutes les espèces de Lactaire à lait orangé ou rouge est la même. Cependant, la valeur gustative varie grandement en fonction de l'espèce, de bon comestible à mauvais,.

|                                            | Photo | Habitat | Latex                            | Pied                                        | Verdissement               | Valeur culinaire                                                    |
| ------------------------------------------ | ----- | ------- | -------------------------------- | ------------------------------------------- | -------------------------- | ------------------------------------------------------------------- |
| Lactaire délicieux (L. deliciosus)         |       | Pins    | orangé vif                       | nettement scrobiculé                        | verdissant                 | bon (odeur fruitée, goût doux)                                      |
| Lactaire des épicéas (L. deterrimus)       |       | Épicéa  | orangé rougeâtre                 | non ou rarement scrobiculé, cerné au sommet | très verdissant            | sans intérêt (odeur fruitée, goût amer)                             |
| Lactaire saumon (L. salmonicolor)          |       | Sapins  | orangé vif puis brunâtre vineux  | avec ou sans scrobicules                    | non ou très peu verdissant | sans intérêt (odeur fruitée, goût astringent et légèrement piquant) |
| Lactaire gris orangé (L. quieticolor)      |       | Pins    | orangé puis très lentement rouge | peu ou pas scrobiculé                       | plus ou moins verdissant   | sans intérêt (odeur faible, goût doux ou presque)                   |
| Lactaire sanguin (L. sanguifluus)          |       | Pins    | rouge sang à rouge vineux        | parfois faiblement scrobiculé               | plus ou moins verdissant   | bon (odeur faible, goût doux)                                       |
| Lactaire semi-sanguin (L. semisanguifluus) |       | Pins    | orangé puis vite rouge vineux    | peu ou pas scrobiculé                       | très verdissant            | bon (odeur faible, goût doux à légèrement piquant)                  |
| Lactaire vineux (L. vinosus)               |       | Pins    | vineux à violacé sans orangé     | peu scrobiculé                              | verdissant                 | bon (odeur fruitée, goût doux)                                      |

### Lactaires en dehors de la sectionDeliciosi
Vu de dessus, le Lactaire délicieux est également morphologiquement proche de Lactaires à lait blanc tels que le Lactaire des mélèzes (Lactarius porninsis), le Lactaire pubescent (Lactarius pubescens) et le Lactaire à toison (Lactarius torminosus), cependant, une fois la couleur du lait notifiée, l'erreur n'est plus possible,,.

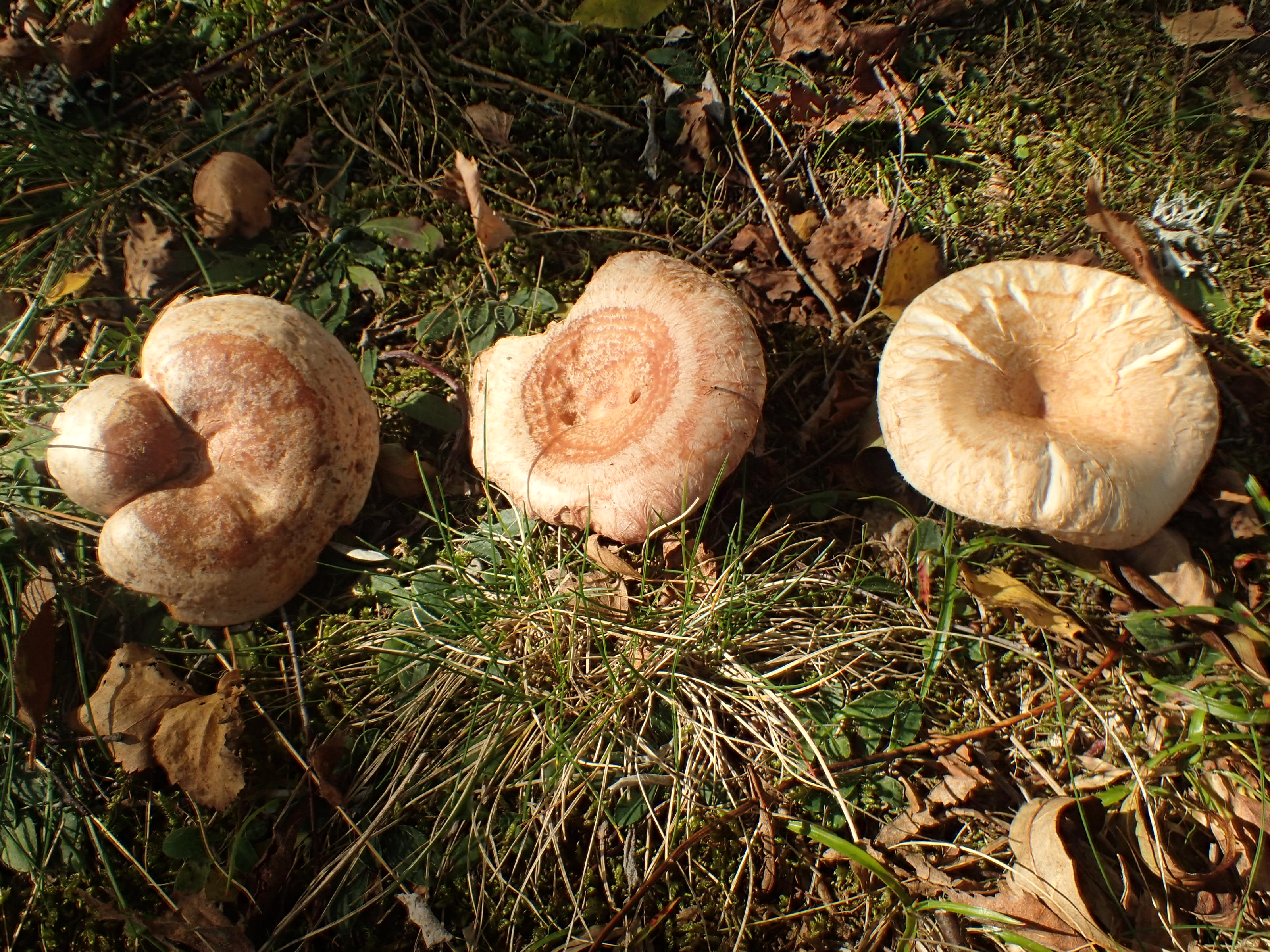
L. deliciosus versus L. pubescens versus L. torminosus (dessus).
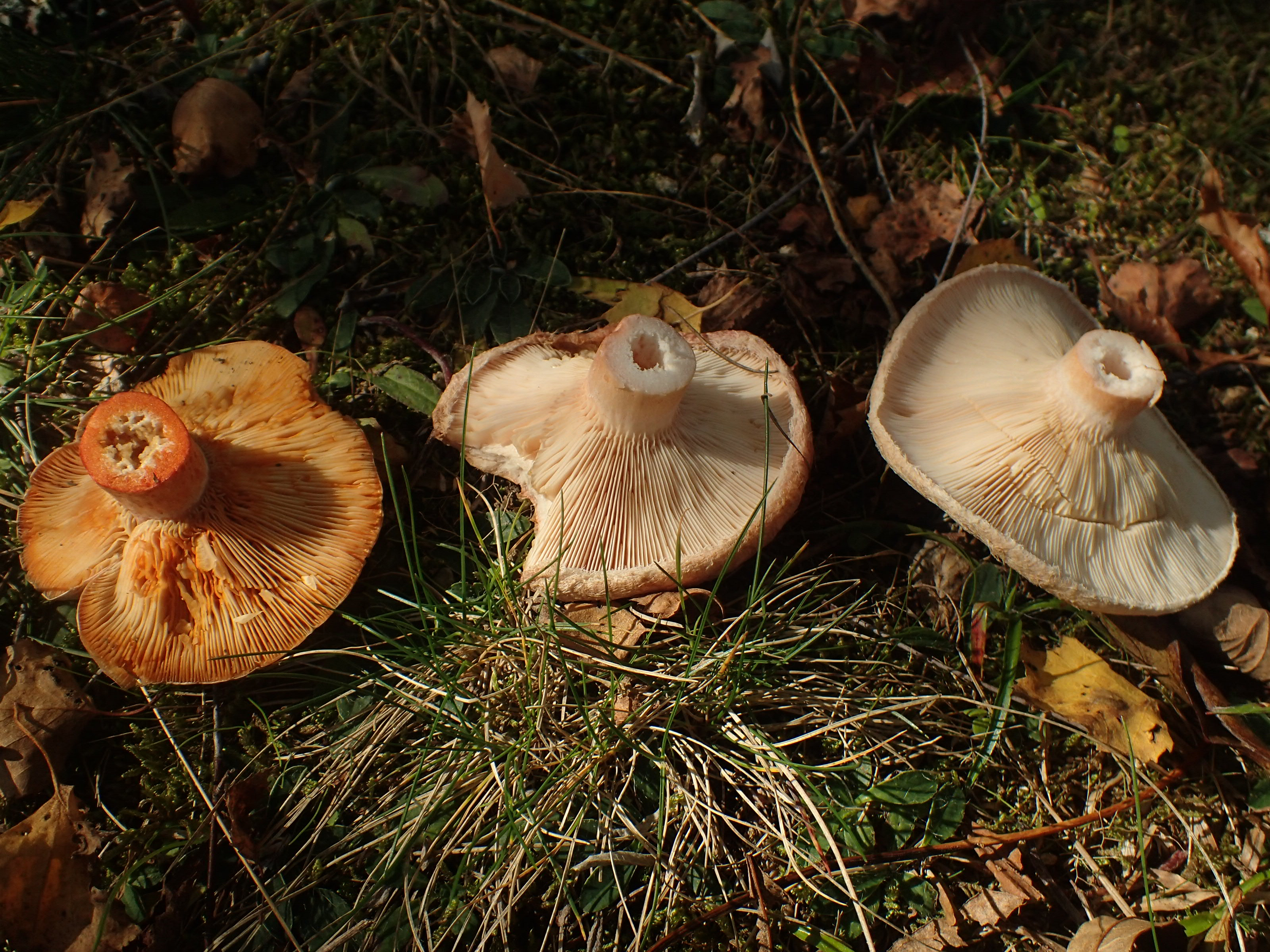
L. deliciosus versus L. pubescens versus L. torminosus (dessous).
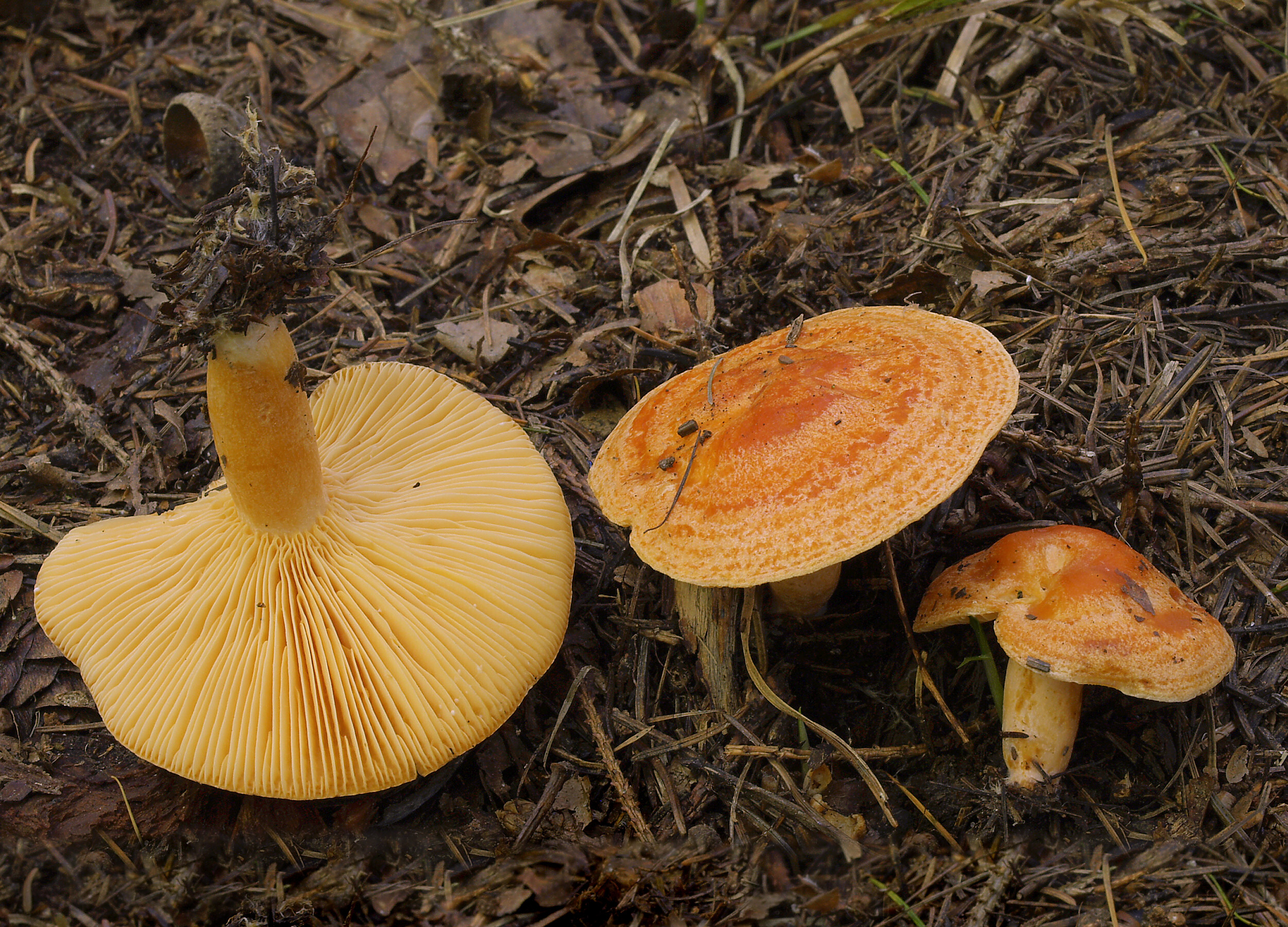
Lactaire des Mélèzes (Lactarius porninsis)
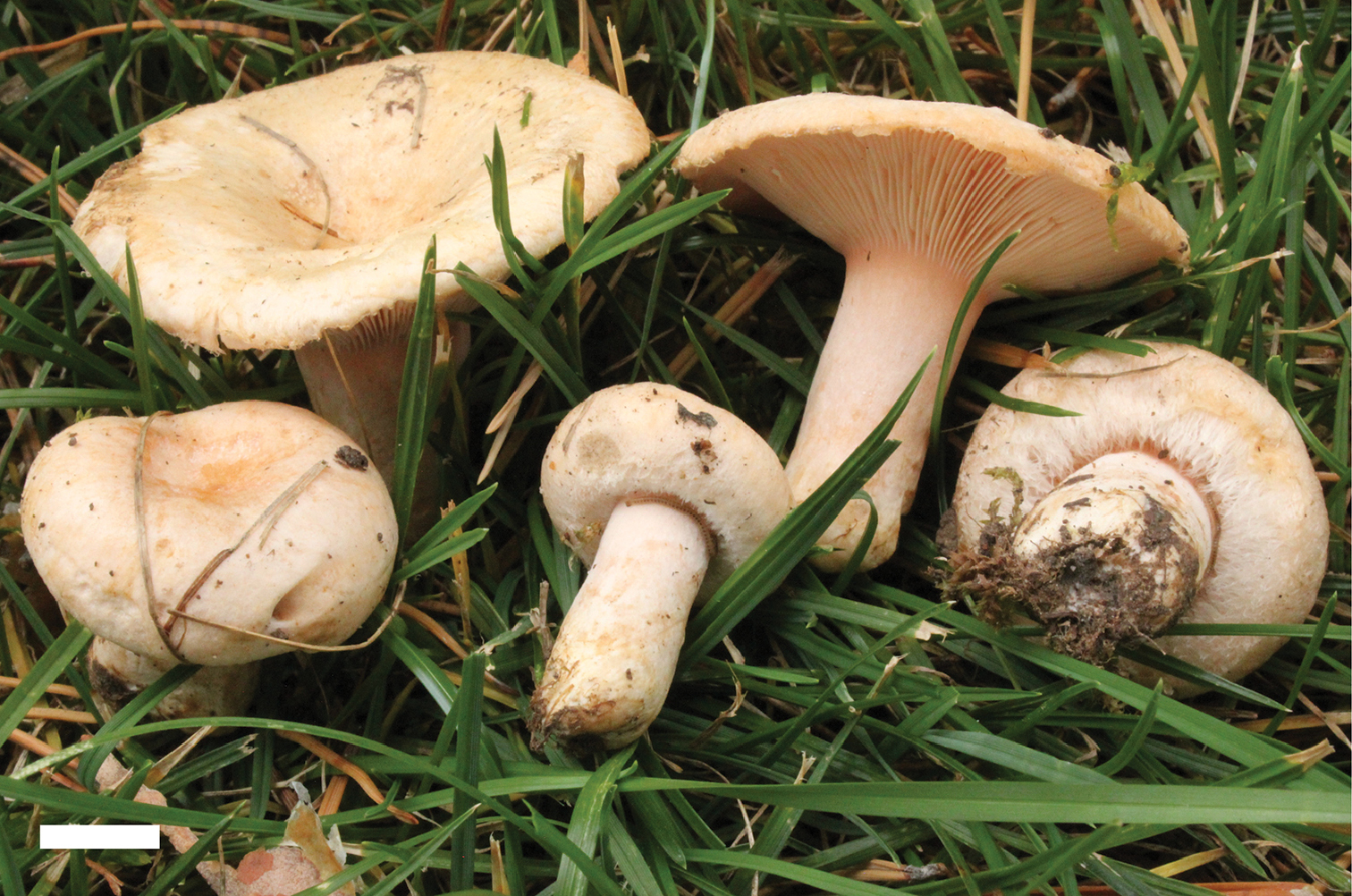
Lactaire pubescent (Lactarius pubescens)
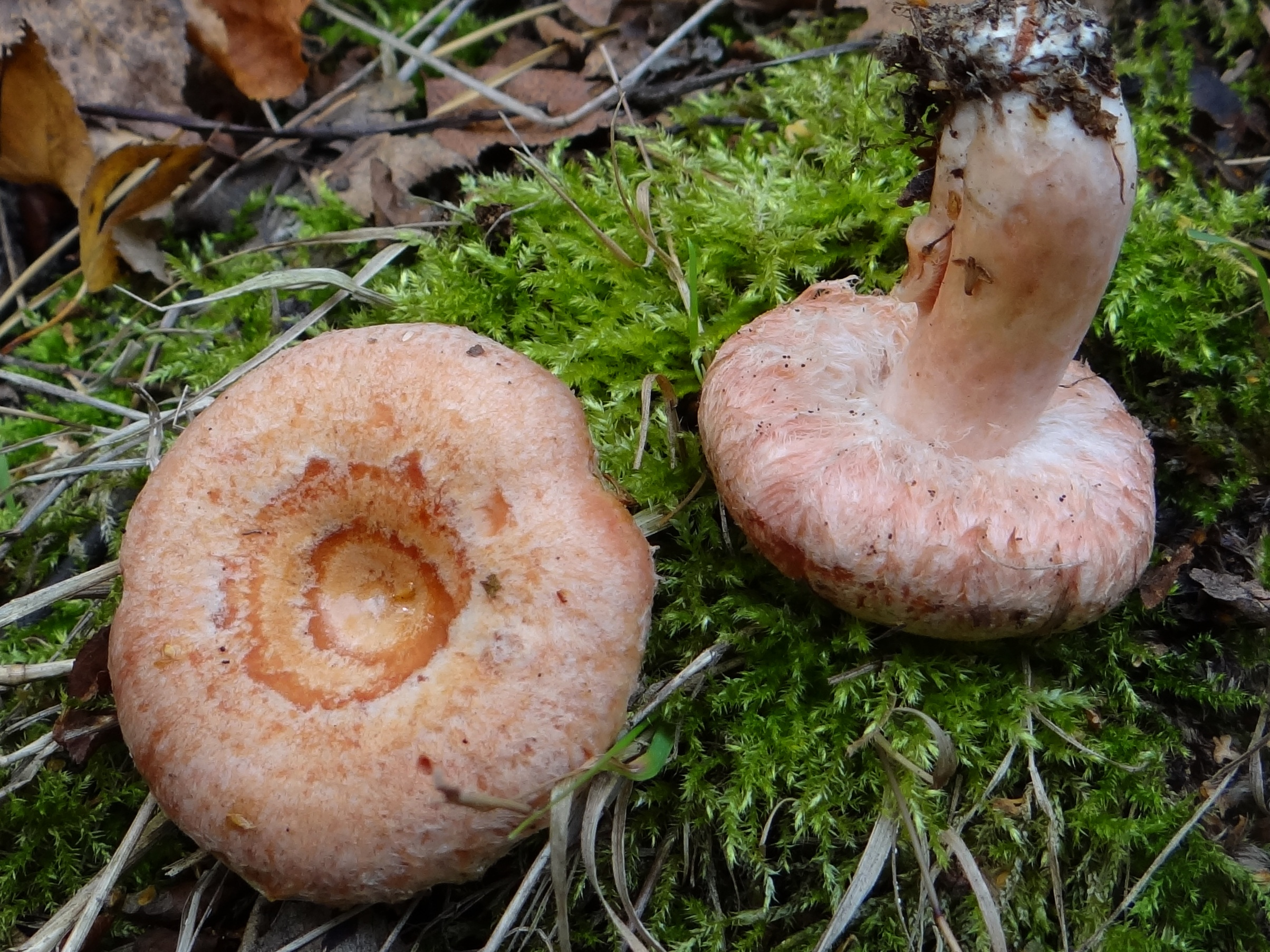
Lactaire à toison (Lactarius torminosus)

## Comestibilité et usages
Selon les mycologues français, la FAO, l'ANSES française, le DFI suisse et le SPF Santé publique belge, il s'agit d'un bon champignon comestible.

### Cueillette et consommation

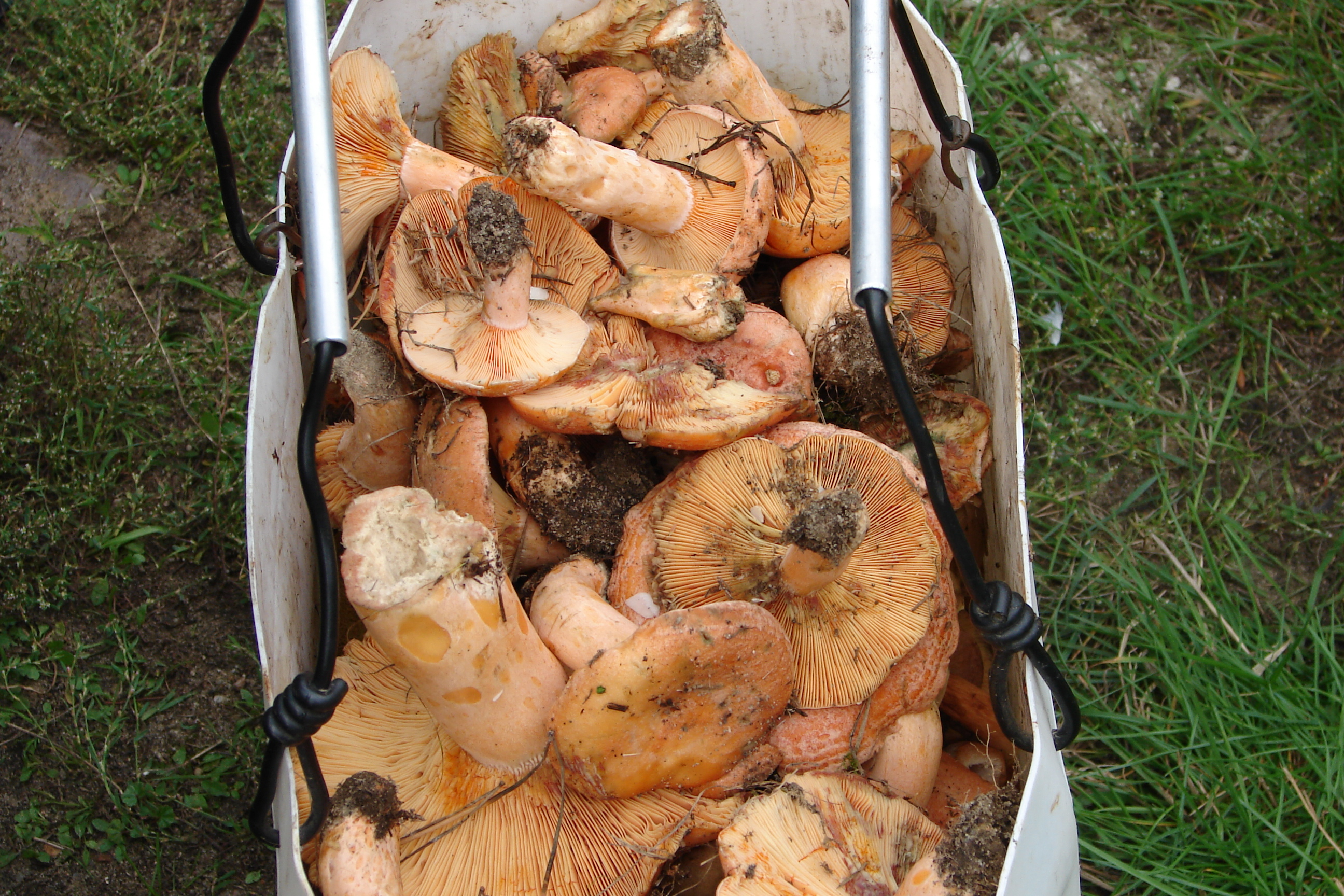
Récolte de Lactaire délicieux

Connu au moins depuis la Rome antique, le Lactaire délicieux (ou à tout le moins une des espèces comestible de la sous-section Deliciosini)  figure sur une fresque de Pompéi nommée « Cacciagion é funghi ». Il est considéré comme un comestible de choix par les peuples méditerranéens notamment en Catalogne (sous le nom de "Rovello" ou "Pinetell"), aux Baléares, en Provence dans le Sud de la France et en Italie : en Ligurie (sous le nom de "Sanguin"), en Sardaigne, en Campanie et en Calabre (sous le nom de "Rosito"). Il est également consommé en Grèce et dans les îles de la mer Égée. Il fait aussi partie des champignons les plus consommés, avec le Cèpe de Bordeaux, par les peuples sibériens et chinois. Enfin, il est également récolté en Pologne, en Bulgarie, en Biélorussie, en Ukraine, en Turquie, en Arménie, en Jordanie, au Kirghizstan, au Népal, à Hong-Kong, au Canada, aux États-Unis, au Mexique, au Costa-Rica, au Guatemala, au Chili et en Uruguay.
Le Lactaire délicieux fait l'objet d'un commerce important dans le Nord de l'Espagne où il constitue parfois une part non négligeable de l'économie locale notamment en Catalogne où sa cueillette déclenche une fièvre populaire, la « febre cercatore », chaque cueilleur repartant le panier rempli de chapeaux sanguinolents coupés à ras ainsi qu'à Castille-et-León, où sa récolte est également florissante.

### Usages culinaires
Le Lactaire délicieux est notamment apprécié au grill accommodé d'une persillade placée dans la partie conique du champignon. Le cuire à feu vif permet de faire évaporer le lait qui est légèrement âcre. Traditionnellement, il est utilisé en tant que farce d'artichauts dans la recette provençale des artichauts à la barigoule. Préparés à l'huile, les champignons peuvent être conservés deux années et consommés à l’apéritif ou en entrée : après les avoir fait dégorger dans une poêle, puis cuits mouillés d'un verre de vinaigre, ils sont placés dans un bocal, assaisonnés d'herbes de Provence, de sel, de poivre et parfois d'un peu de piment, puis recouverts d'huile. Ou encore, ils peuvent être lavés et déposés dans un récipient en couches bien serrées et salées à la manière d'une choucroute, l'eau rendue par les champignons les recouvrant petit à petit.

Arts de la table
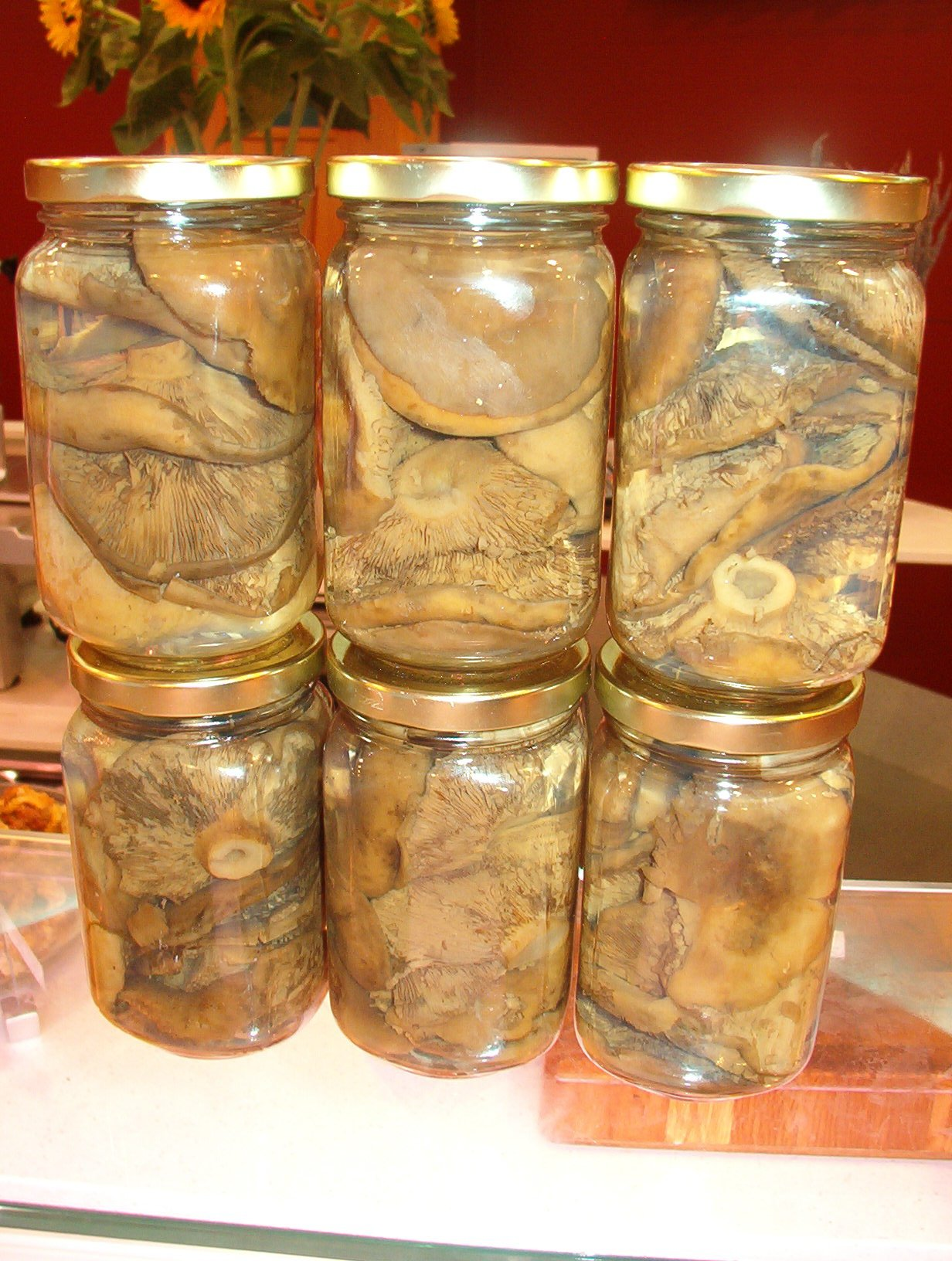
Conserves de Lactaires délicieux (Espagne)
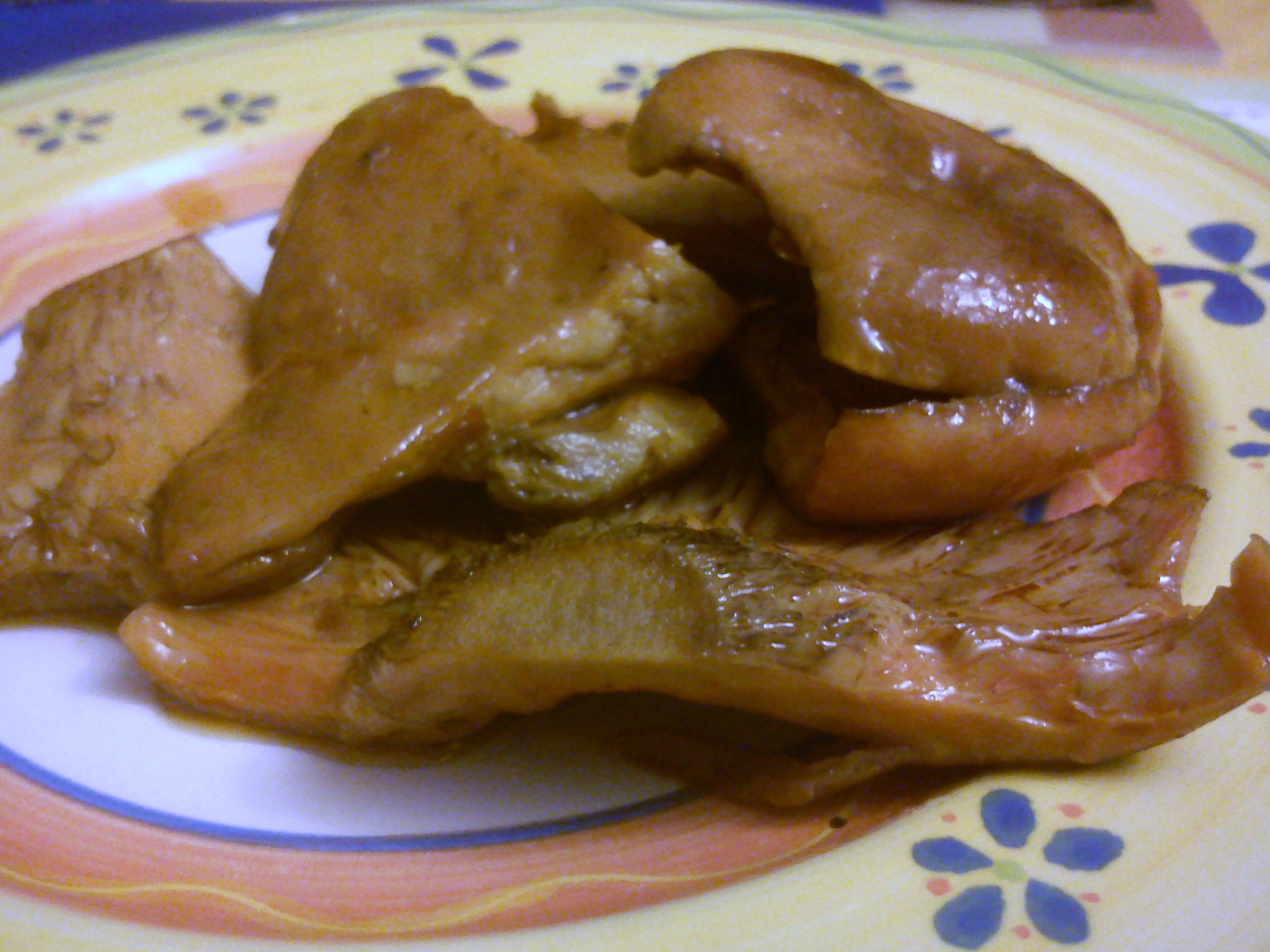
Lactaires délicieux fris (Pologne)
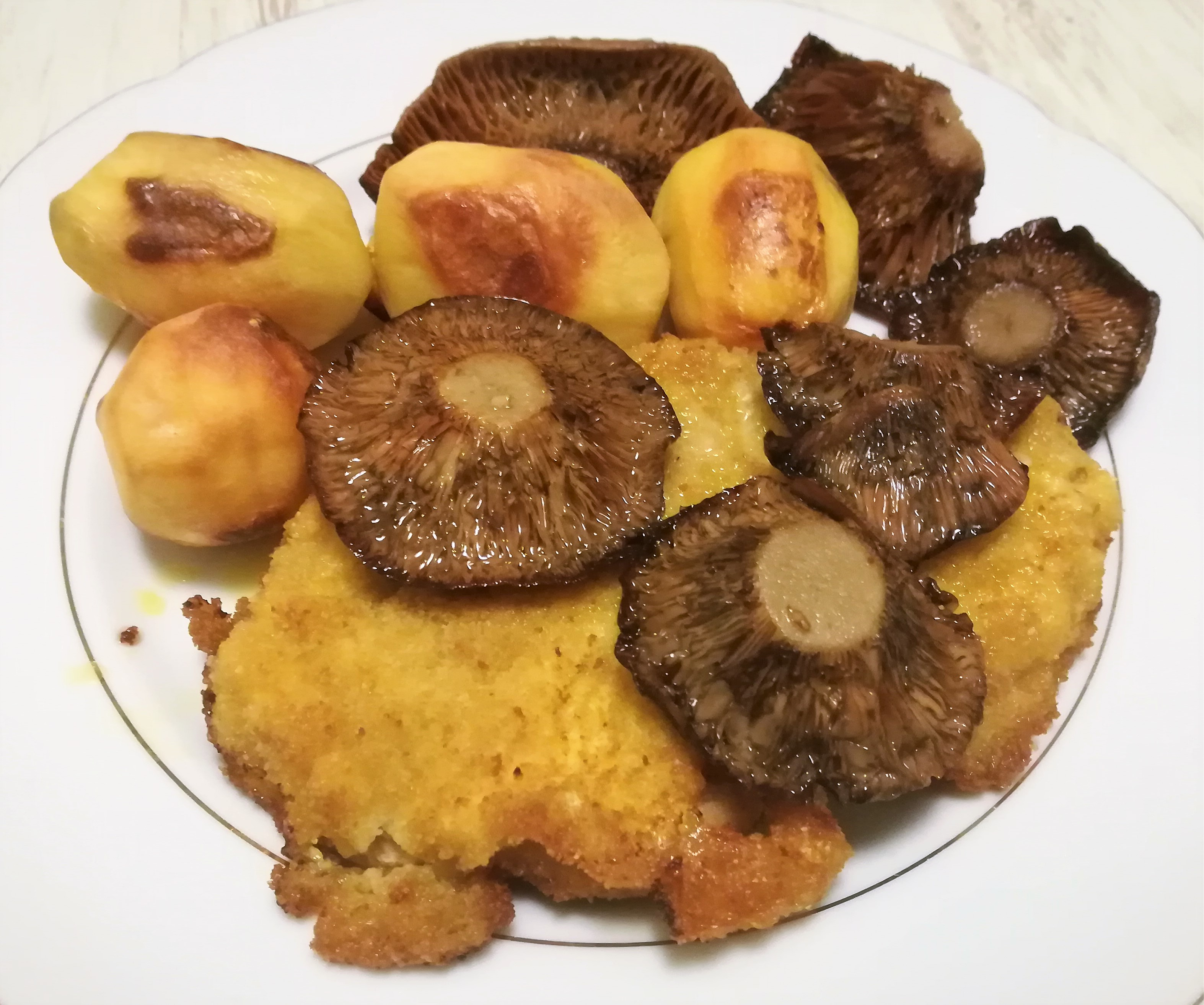
Côtelette, pommes de terre et Lactaires délicieux (Pologne)
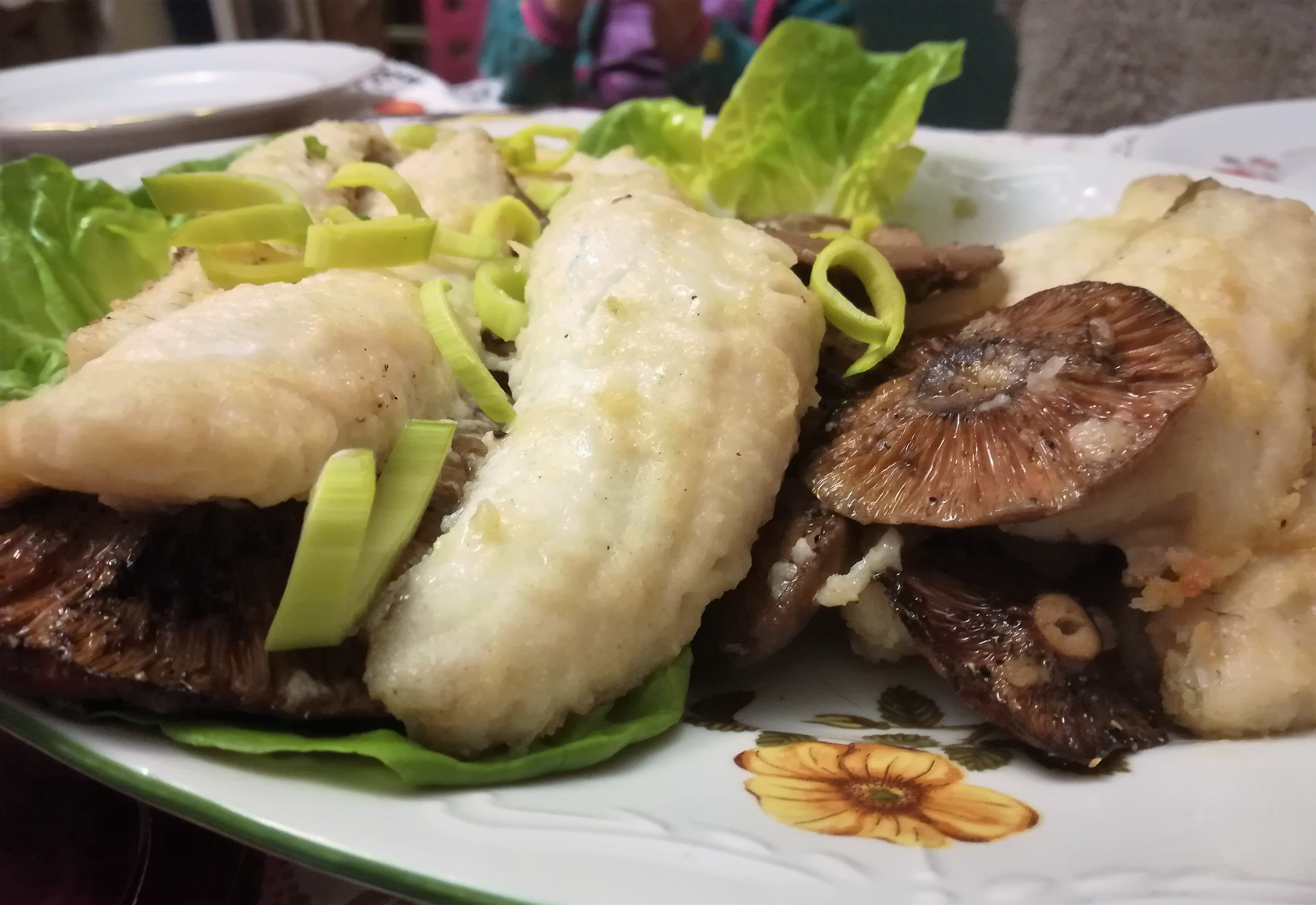
Sandre et Lactaires délicieux (Pologne)
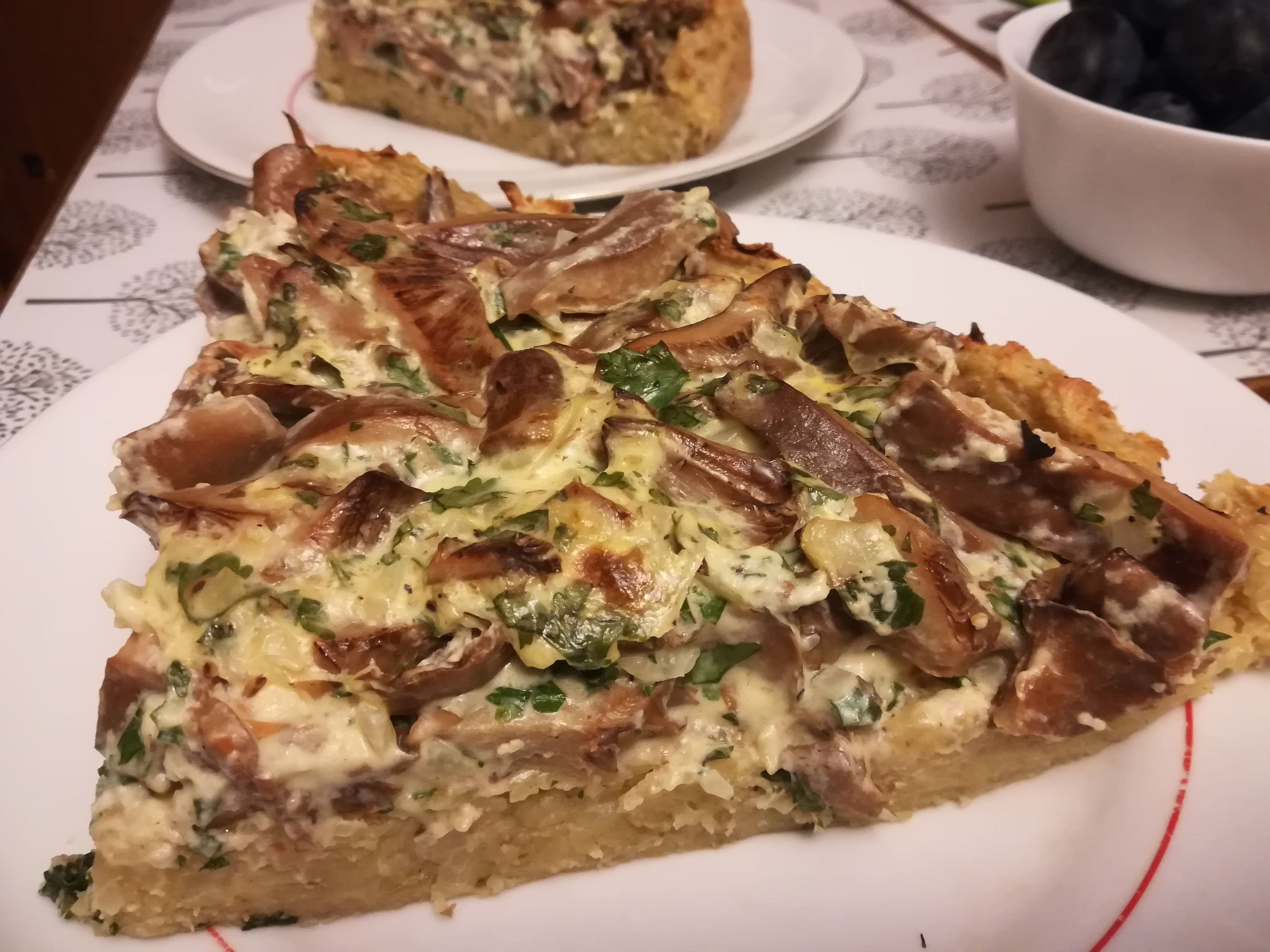
Pizza aux Lactaires délicieux (Pologne)

### A priori et contre-indications

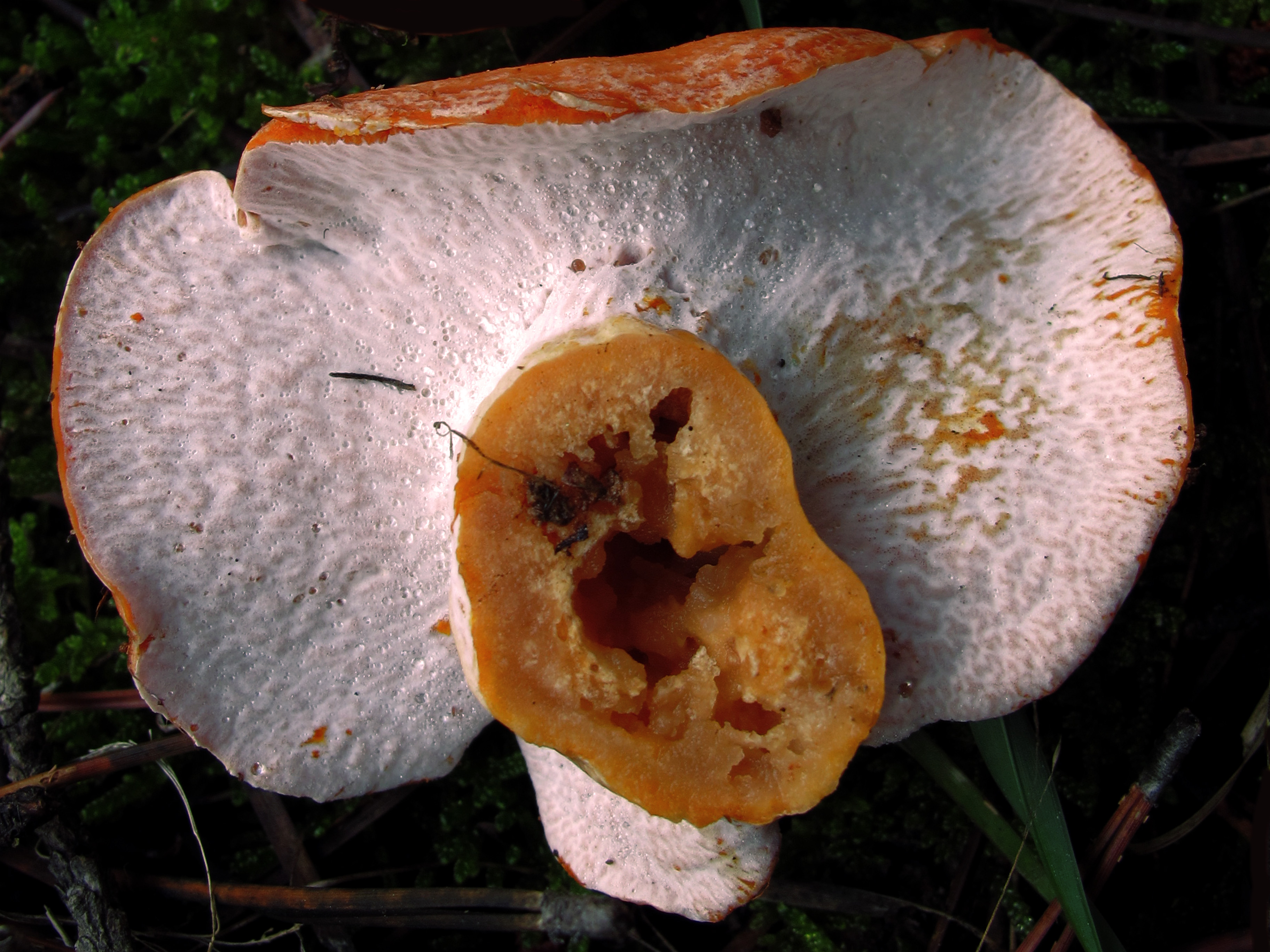
Lactaire de la section Deliciosi parasité par Hypomyces lateritius.

Le Lactaire délicieux colore l'urine en rouge sans que ce soit délétère. Cependant l'espèce a la capacité de concentrer le césium 137.
L. deliciosus ainsi que d'autres espèces de sa section peuvent parfois être parasités par le mycoparasite Hypomyces lateritius, qui fait dégènerer l'hyménophore sous le chapeau en une surface blanche lisse. Sa présence ne semble pas nuire à la comestibilité ou à la sécurité alimentaire des Lactaires infectés et lui donne une texture croquante parfois recherchée.

## Taxonomie
Le naturaliste norvégien Carl von Linné théoricien de la nomenclature binomiale moderne décrit cette espèce en 1753 dans son Species plantarum sous le nom Agaricus deliciosus et la classe dans le genre Agaricus. Le mycologue danois Elias Magnus Fries, dont les travaux sont précurseurs en mycologie, approuve et précise sa description qui deviendra la base de son actuelle définition. En 1821, elle est placée dans le genre Lactarius par le Britannique Samuel Frederick Gray.
Le nom correct complet (avec auteur) de ce taxon est Lactarius deliciosus (L.) Gray. L'espèce a été initialement classée dans le genre Agaricus sous le basionyme Agaricus deliciosus L..

### Étymologie
Son épithète spécifique provient du latin deliciosus (délicieux). Cette désigantion est à mettre en relation, tout comme son nom vernaculaire, avec ses qualités gustatives très appréciées[réf. nécessaire].

### Noms français
Ce taxon porte en français le nom vulgarisé et normalisé Lactaire délicieux,.
Il porte également les noms vernaculaires Catalan, Safrané, Pinin, Barigoule, Rude[réf. nécessaire], Catlan[réf. nécessaire], Roussillou[réf. nécessaire], Arugue[réf. nécessaire], Pinet[réf. nécessaire], et Marseillais[réf. nécessaire]. Tous ces noms sont souvent utilisés indifféremment pour désigner les espèces de Lactaires à lait orangé de la section Deliciosini[réf. nécessaire].
Cette espèce est également souvent nommée « Sanguin »[réf. nécessaire], mais ceci à tort et en tant qu'abus de langage, car le Lactaire sanguin (Lactarius sanguifluus) est une autre espèce ressemblante, au latex rouge vineux et non pas orangé, également bon comestible.

### Synonymie
Lactarius deliciosus a pour synonymes :
- Agaricus deliciosus L.
- Amanita deliciosa (L.) Roussel
- Galorrheus deliciosus (L.) P.Kumm.
- Lactarius laeticolor (S.Imai) Imazeki
- Lactarius laeticolor (S.Imai) Imazeki ex Hongo
- Lactarius lamelliporus Barla
- Lactarius lateritius Pers.
- Lactifluus deliciosus (L.) Kuntze

### Systématique
- - L. jaeticolor
    - L. thyinos
    - L. salmonicolor

  - 
    - 
      - 
        - L. akahatsu
        - L. indigo

      - 
        - L. vinosus
        - L. sanguifluus

      - L. semisanguifluus
      - 
        - L. chelidonium
        - L. aurantiosordidus
        - 
          - L. deterrimus
          - L. fenoscandis

    - 
      - 
        - L. deliciosus
        - 
          - L. hatsudake
          - 
            - L. horakji
            - L. quieticolor

      - 
        - 
          - L. paradoxus
          - L. miniatosporus

        - 
          - 
            - L. deliciosus var. deterimus
            - L. deliciosus var. olivaceosordidus

          - 
            - L. deliciosus var. deterrimus
            - 
              - L. deliciosus var. areolatus
              - 
                - L. pornincis
                - L. rubrilacteus

Le Lactaire délicieux est classé dans la famille des Russulaceae car ses lamelles non fourchues sont rayonnantes et décurrentes et sa chair présente une texture grenue friable et cassante constituée de cellules sphériques : les sphérocystes. Ses spores présentent des verrues ou des crêtes et sont amyloïdes, c'est-à-dire qu’elles deviennent violet pourpre foncé sous l’action de solutions iodées comme le réactif de Melzer. Il est en association ectomycorhizienne,. Ce champignon est inclus dans le genre Lactarius à cause de sa chair traversée par des canaux laticifères desquels coule un latex plus ou moins abondant à la cassure,. Il appartient au sous-genre Lactarius caractérisé par sa cuticule généralement lisse, parfois fibrilleuse ou laineuse, ou à marge plus ou moins barbue, souvent lubrifiée ou visqueuse, mais jamais veloutée,.
Cette espèce appartient à la section Dapetes dont la section Deliciosini est un synonyme. Elle regroupe les espèces au lait orangé à rouge vineux ou rougissant, parfois bleuissant et au chapeau de couleur orangé à rougeâtre ou violacé, parfois entièrement verdissant avec l'âge,,. Enfin, L. deliciosus est rangé au sein de la sous-section Deliciosini définie par son lait orangé à la coupe, parfois teintée de vert en vieillissant,,,. D'après Linné, Lactarius deliciosus n'est qu'une seule et même espèce et comprend une soixantaine de sous-espèces. Depuis 1753, 41 espèces, variétés et formes ont été publiées dans cette section en Europe, mais seules sept espèces sont reconnues par les mycologues des années 1980 aux années 2000,,,,. En 2005, les travaux de Nuytinck & Verbeken permettent d'établir que la section Deliciosi inclut L. pornincis au lait blanc et de synonymiser L. deterrimus et L. fennoscandicus ainsi que L. sanguifluus et L. vinosus. En 2007, une étude phylogénétique de Nuytinck & Verbeken précise la place de chaque espèce au sein de ce groupe et confirme les études d'André Marchand des années 1970 qui distinguaient ces espèces en fonction de leur arbre associé. Cependant, elle remet en question la spécificité de chaque taxon et considère la quasi-totalité des espèces du groupe Deliciosini comme des sous-espèces de L. deliciosus.

### Variétés et formes
Ensemble des formes et variétés selon MycoBank (14 octobre 2021) :
- Lactarius deliciosus f. deliciosus (forme type)
- Lactarius deliciosus f. rubescens J.Aug. Schmitt, 1974 : au lait rougissant en quelques minutes puis devenant vineux. Pousse sur sols riches en calcium[4],[24].
- Lactarius deliciosus f. virescens S. Imai, 1935

- Lactarius deliciosus var. deliciosus(variété type)
- Lactarius deliciosus var. abietinus Smotl., 1947
- Lactarius deliciosus var. aeruginosus E. Bommer & M. Rousseau, 1879
- Lactarius deliciosus var. areolatus A.H. Sm., 1960
- Lactarius deliciosus var. atrovirens J. Blum, 1976 : au chapeau et un pied bleu à maturité[4].
- Lactarius deliciosus var. indicus Atri, Saini & D.K. Mann, 1991
- Lactarius deliciosus var. indigoides Kavina, 1970
- Lactarius deliciosus var. japonicus A. Kawam., 1929
- Lactarius deliciosus var. ladaniferae Tejedor & Basso, 2004
- Lactarius deliciosus var. lamelliporus (Barla) Sacc., 1887
- Lactarius deliciosus var. lateritius J. Blum ex J. Blum, 1976
- Lactarius deliciosus var. olivaceosordidus Hesler & A.H. Sm., 1979
- Lactarius deliciosus var. picei Vassilkov, 1948
- Lactarius deliciosus var. pinicola Smotl., 1947
- Lactarius deliciosus var. tenuis Naveau, 1923
- Lactarius deliciosus var. violascens Panizzi, 1862

## Galerie

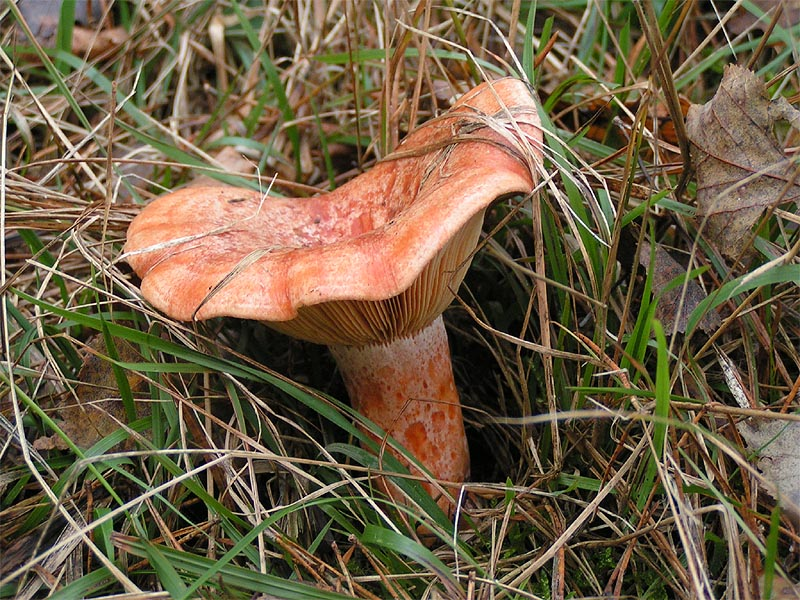
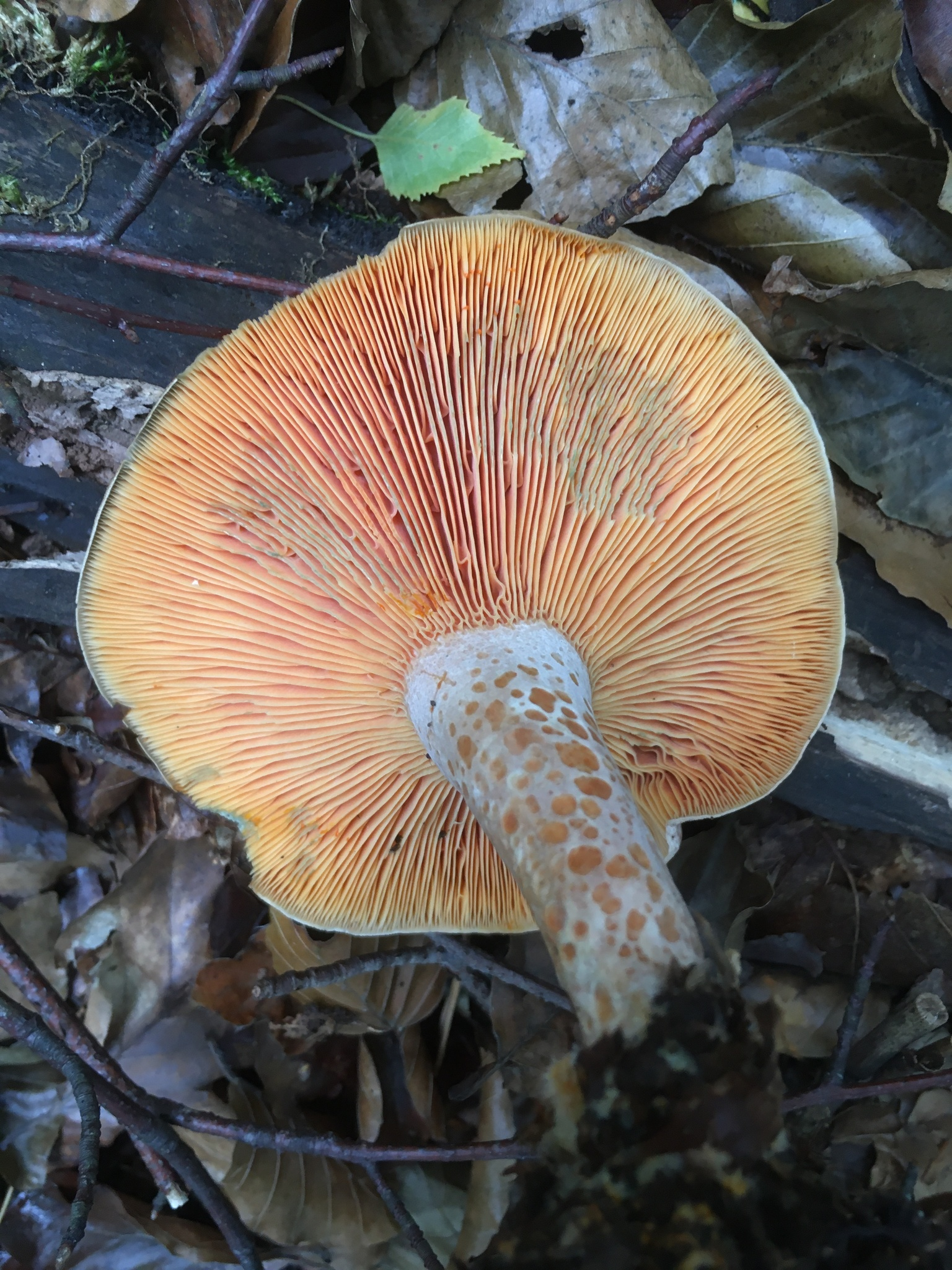
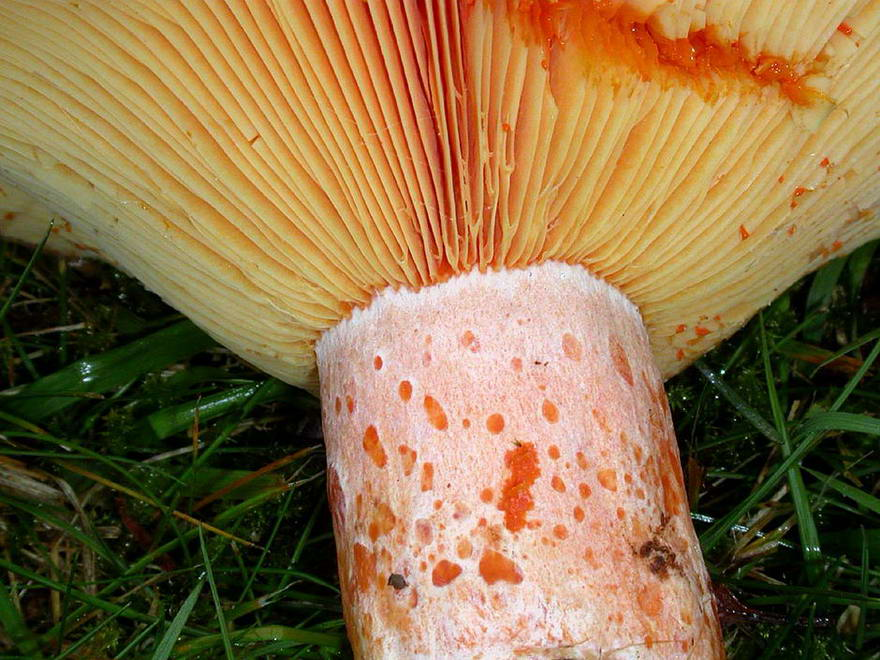
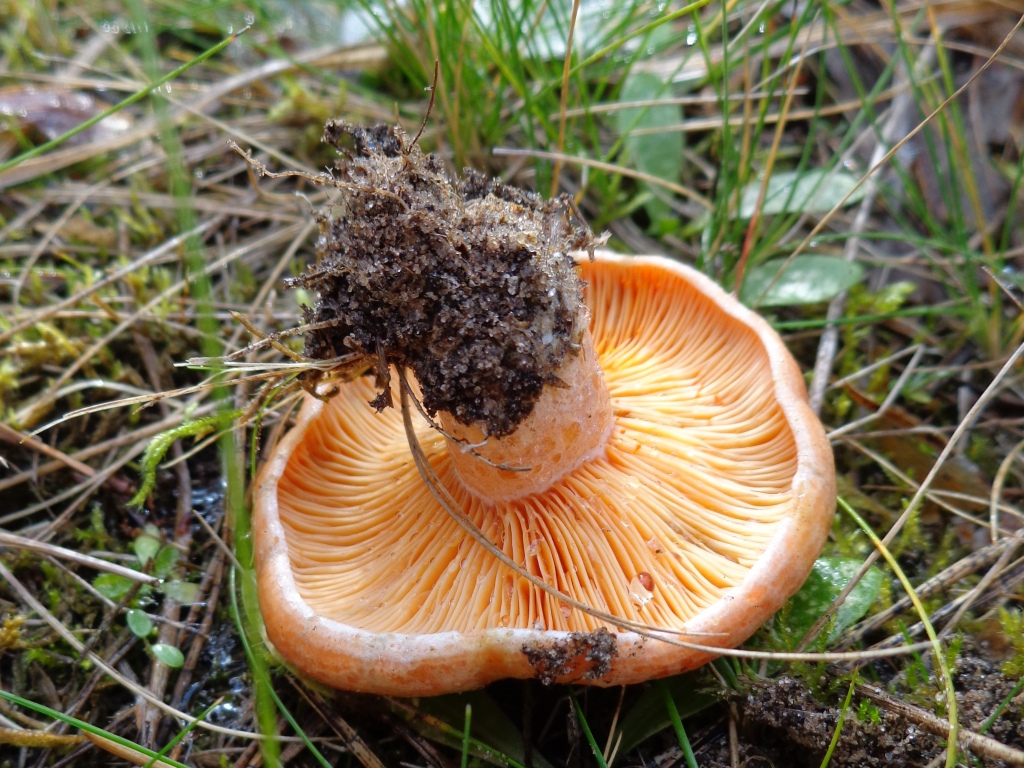
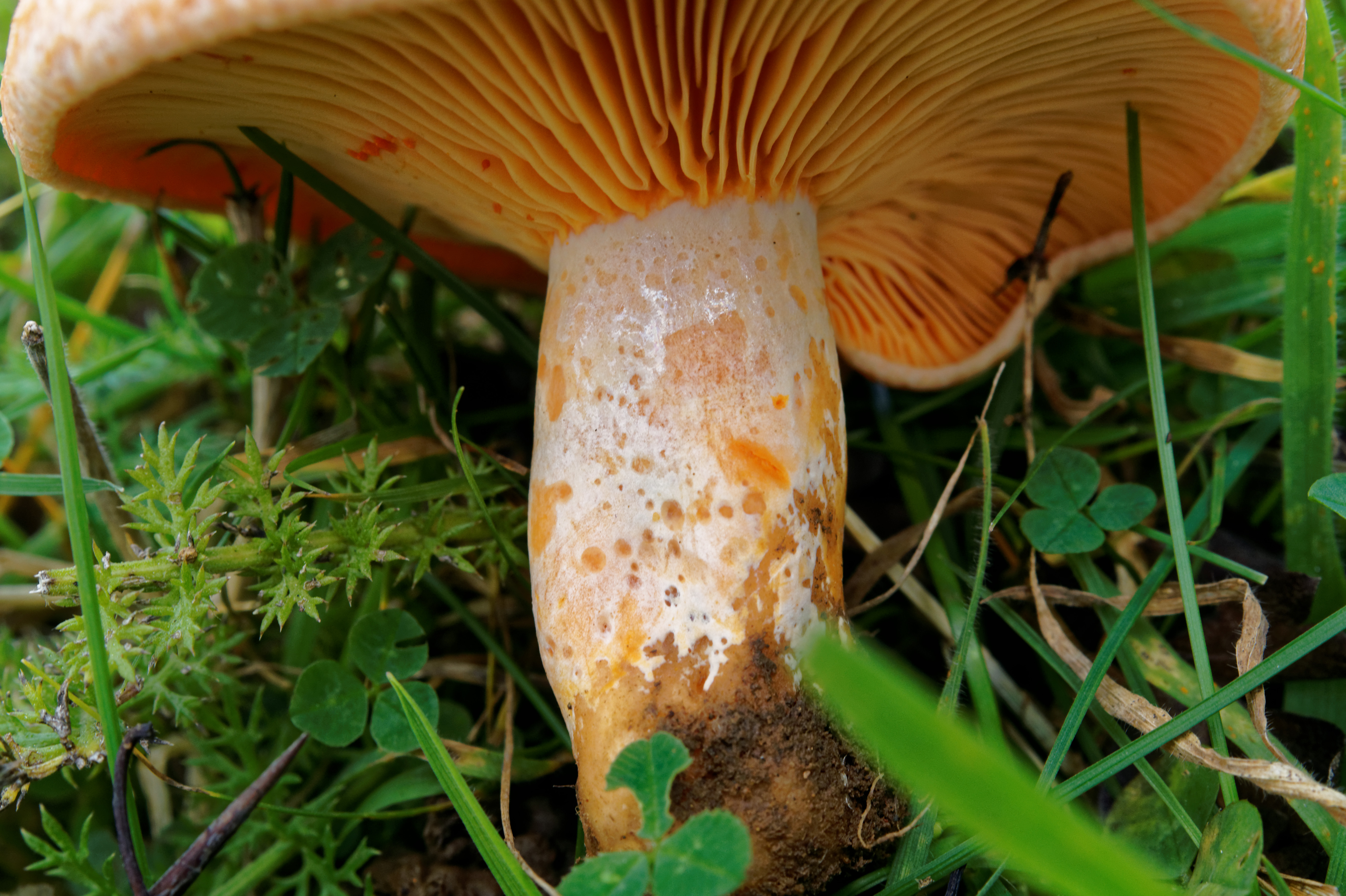
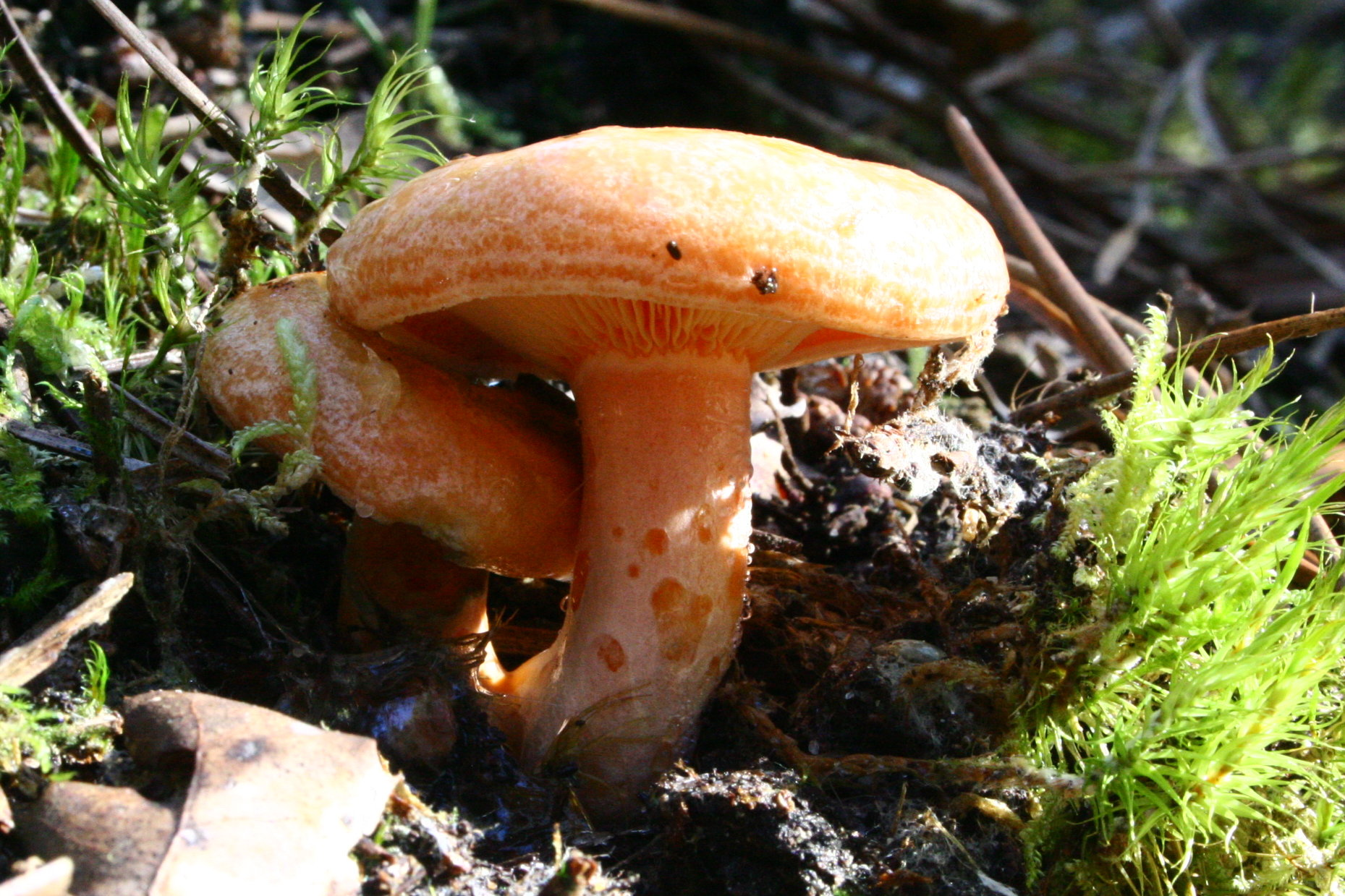
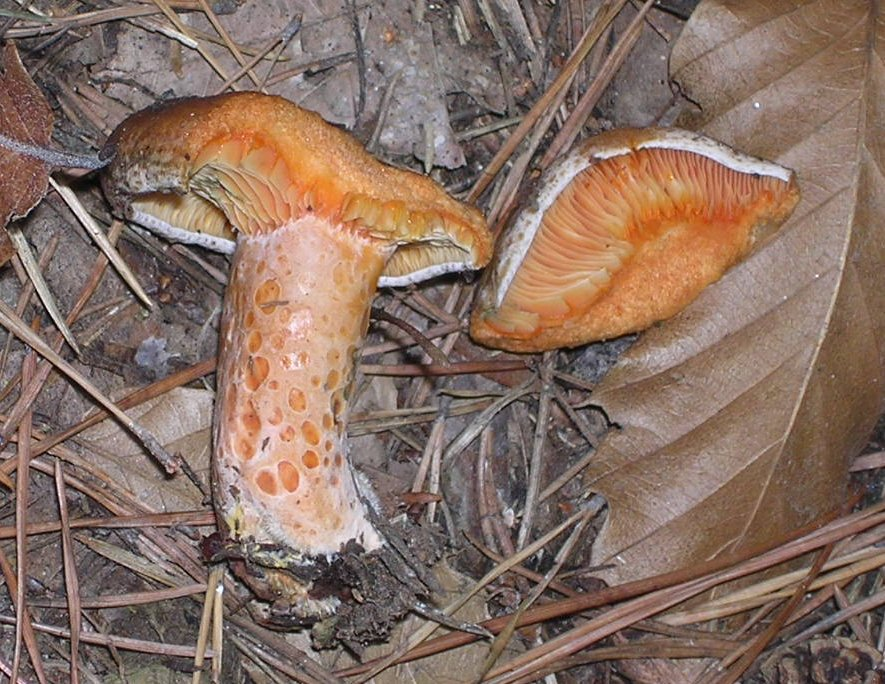
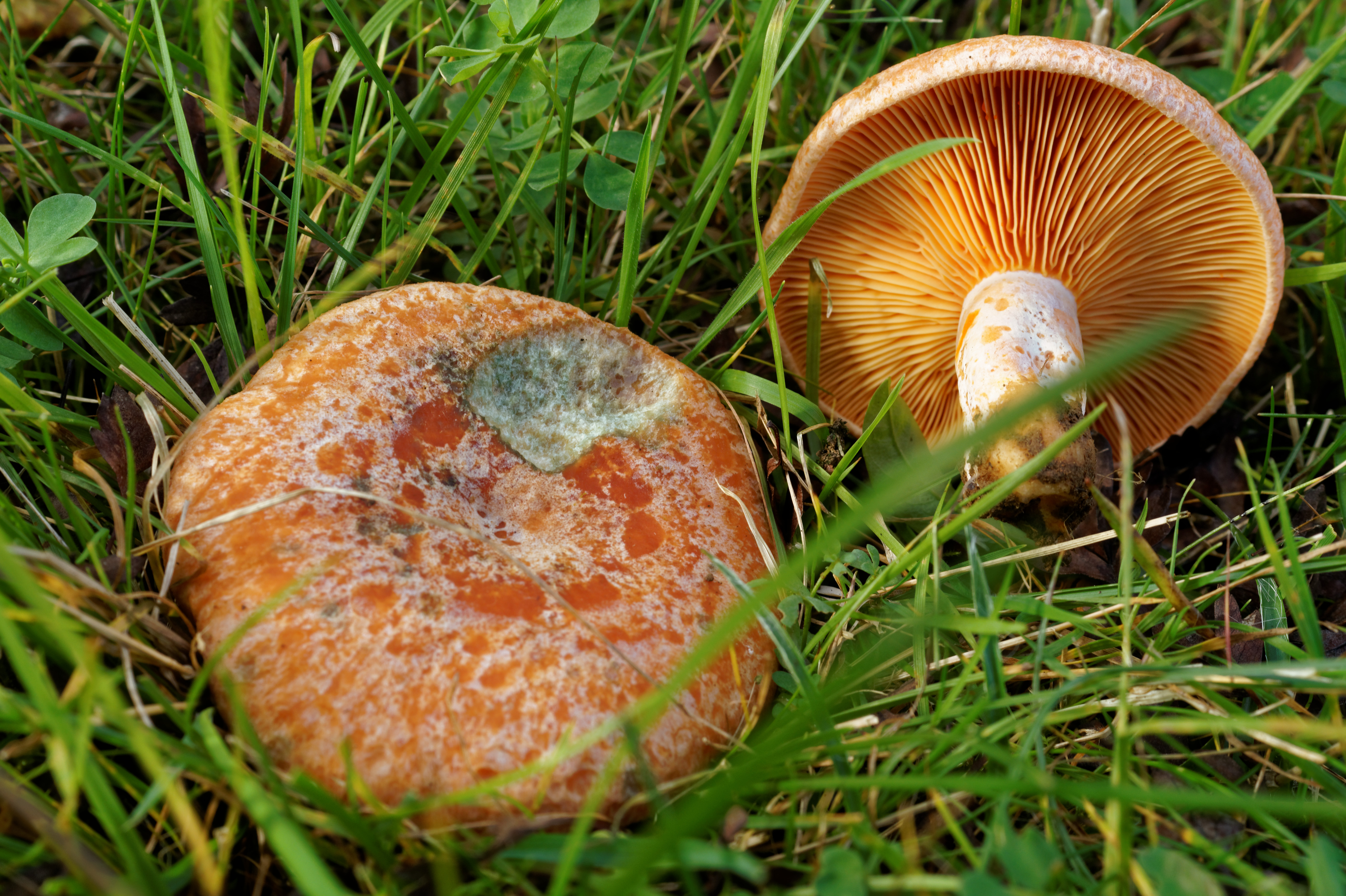
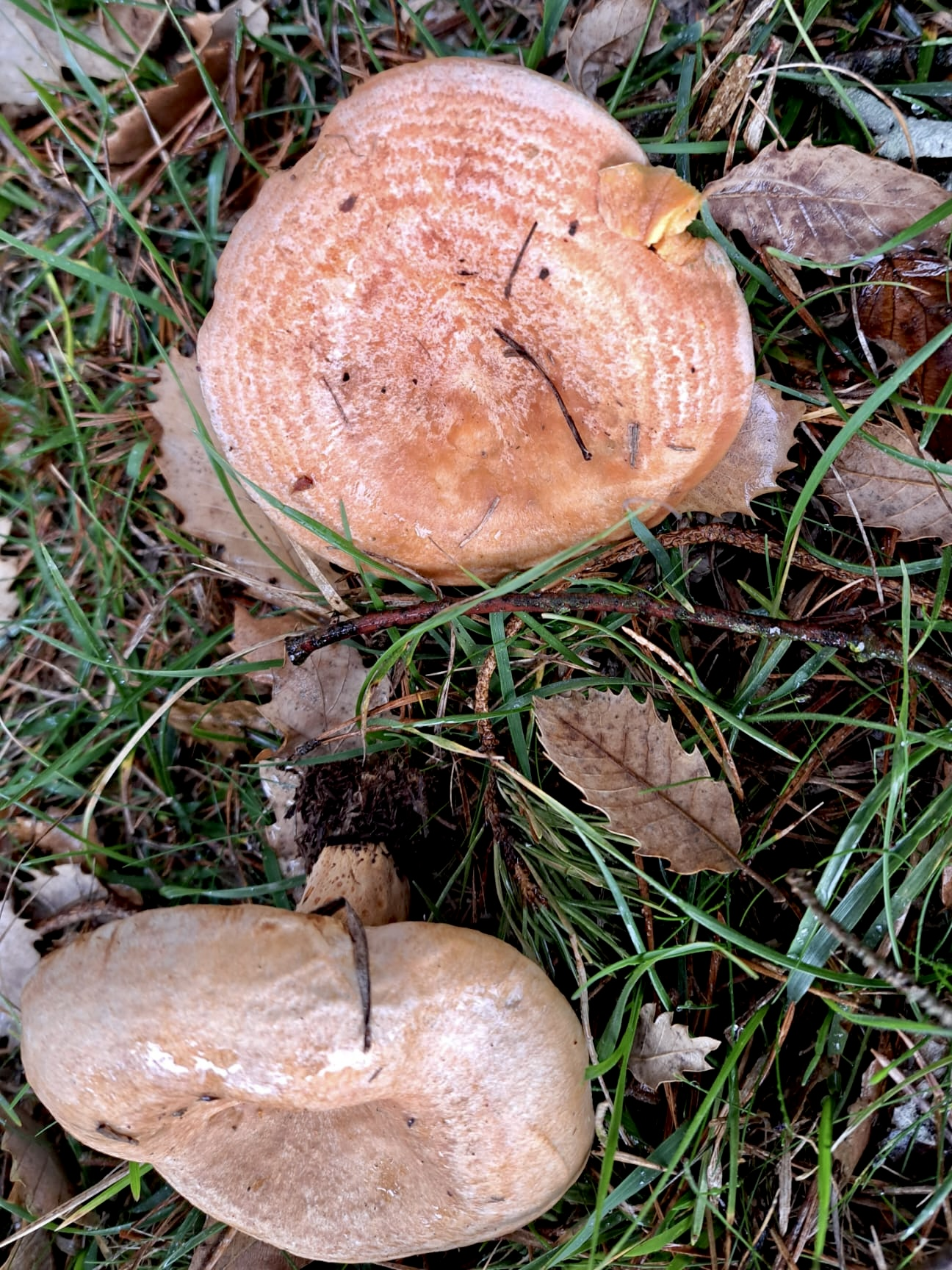
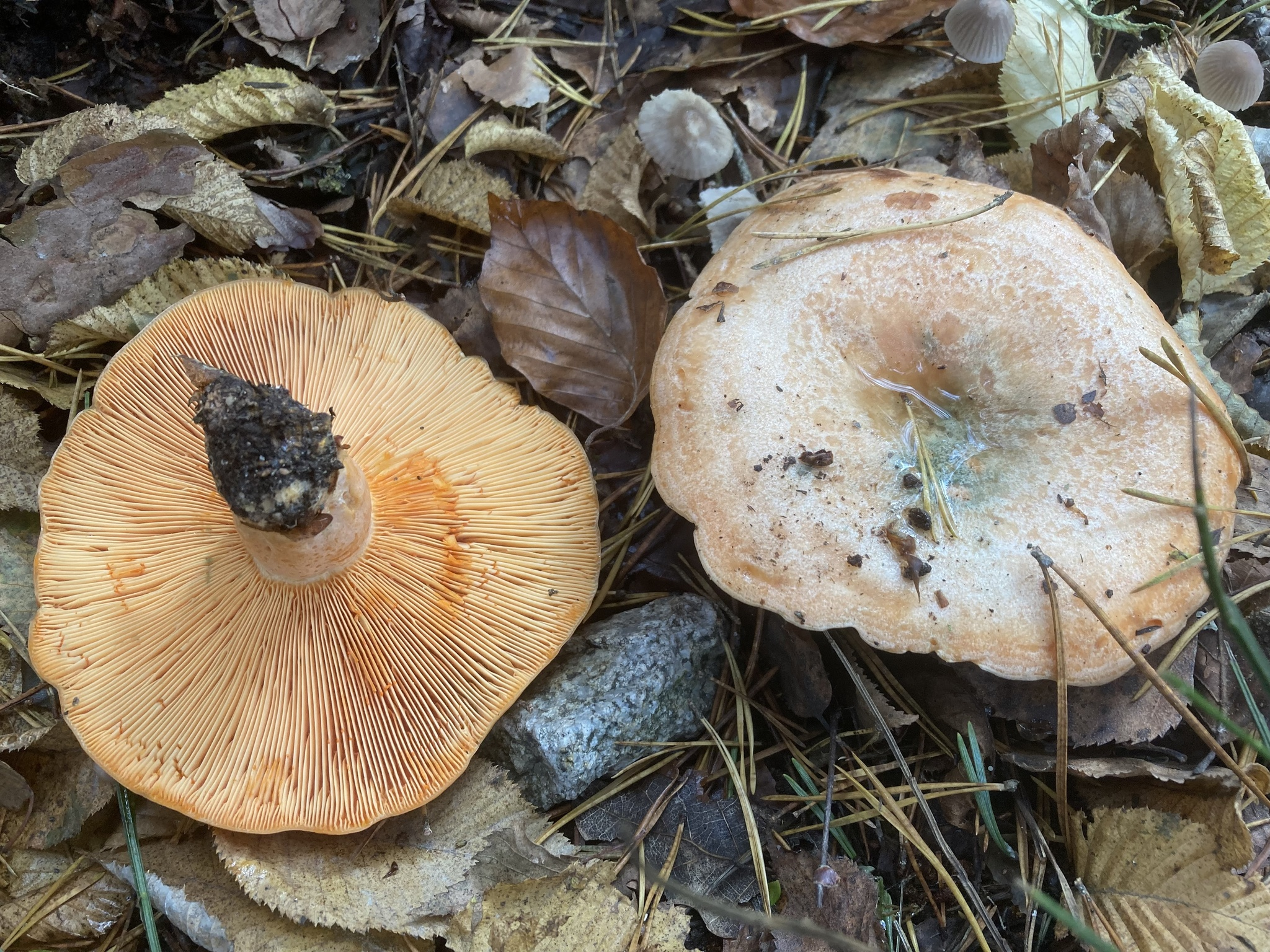
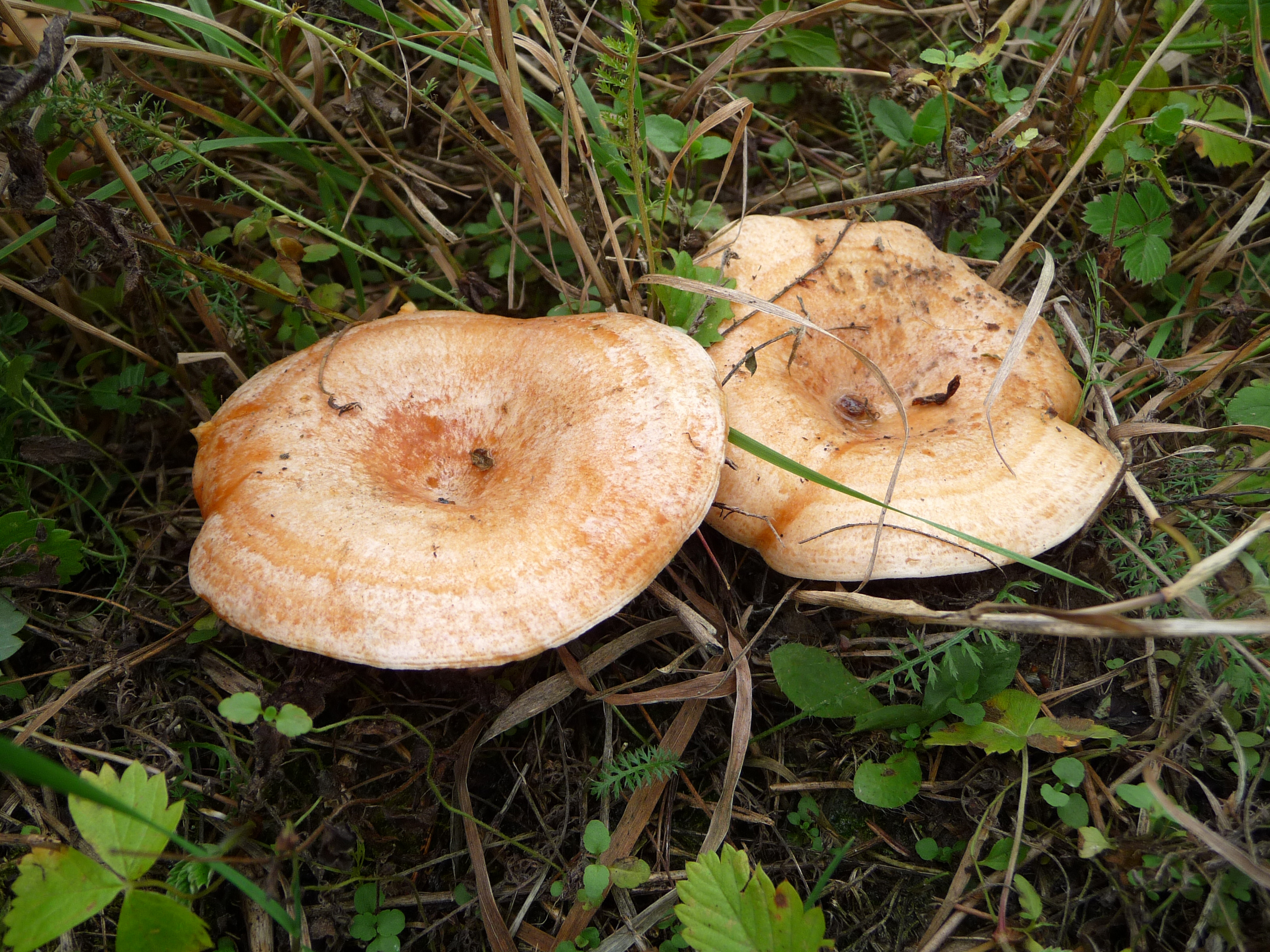
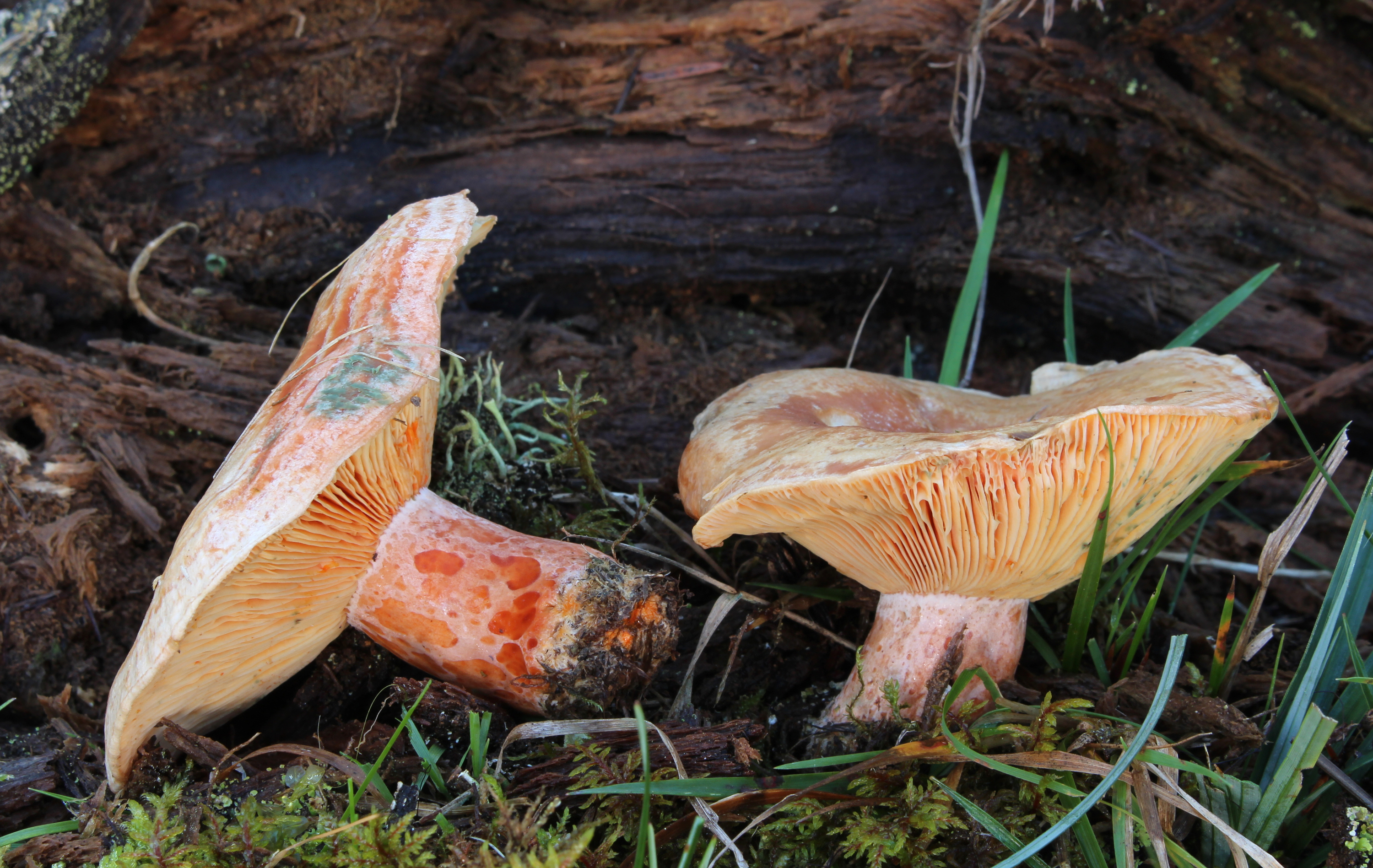
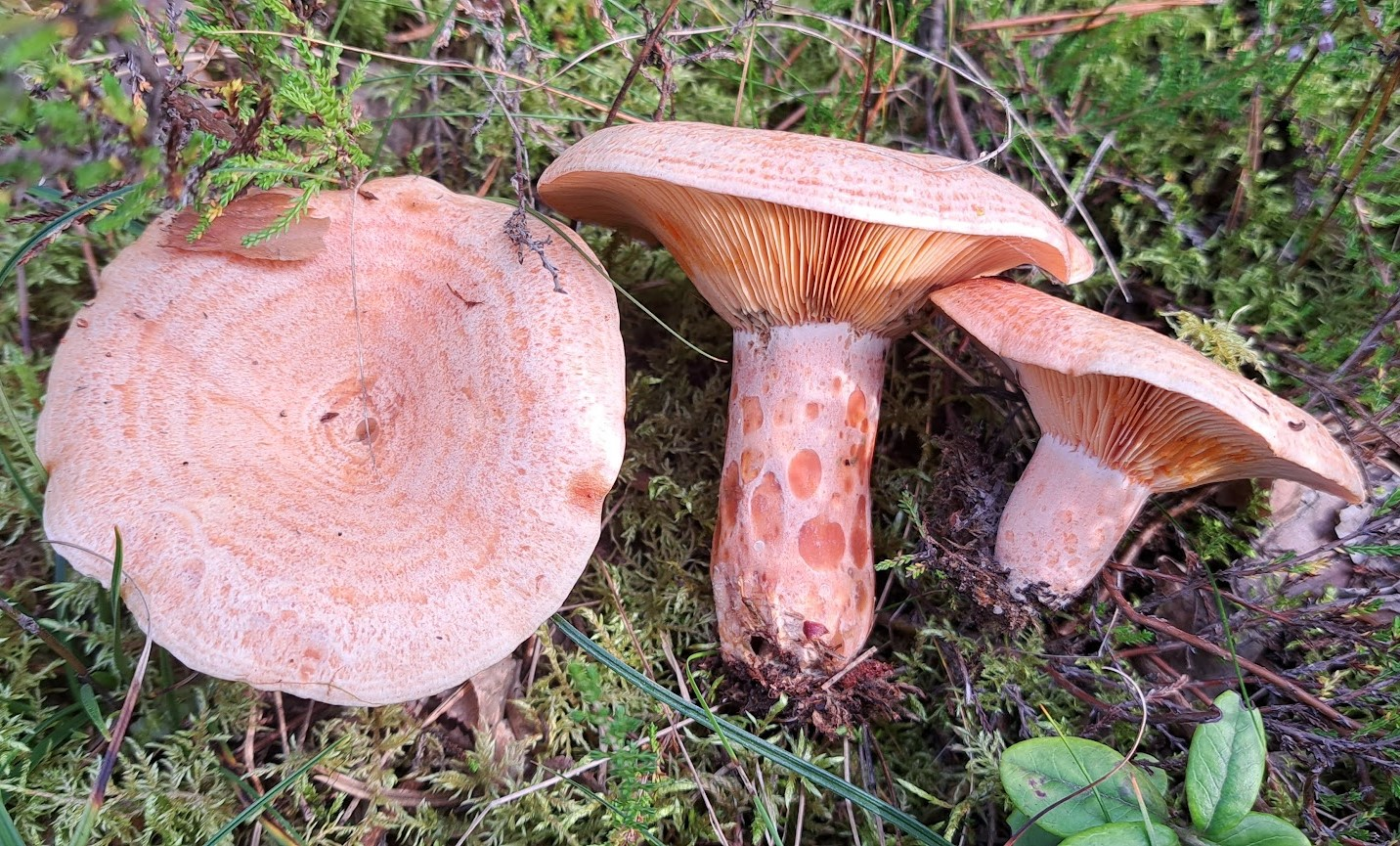
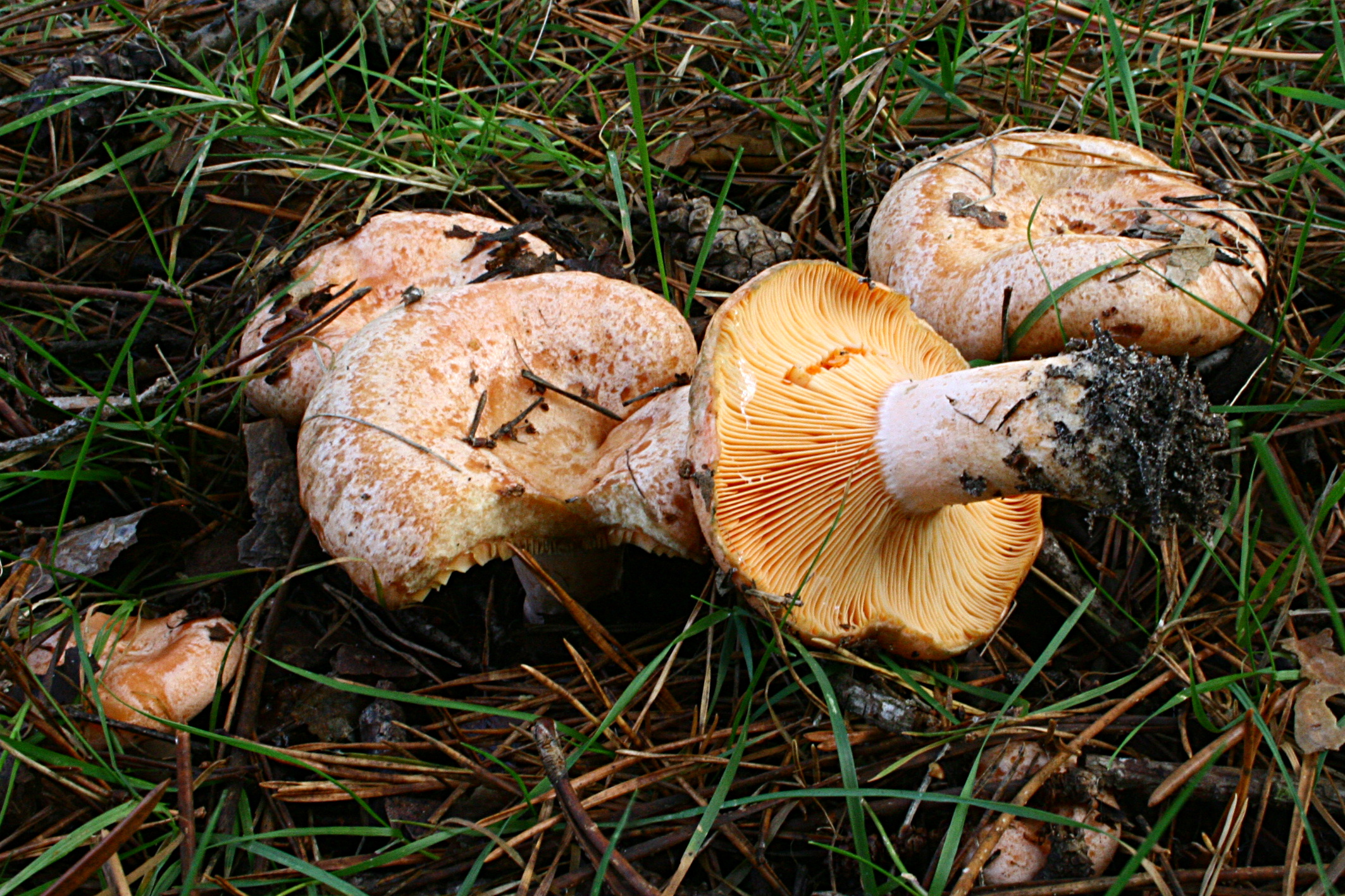
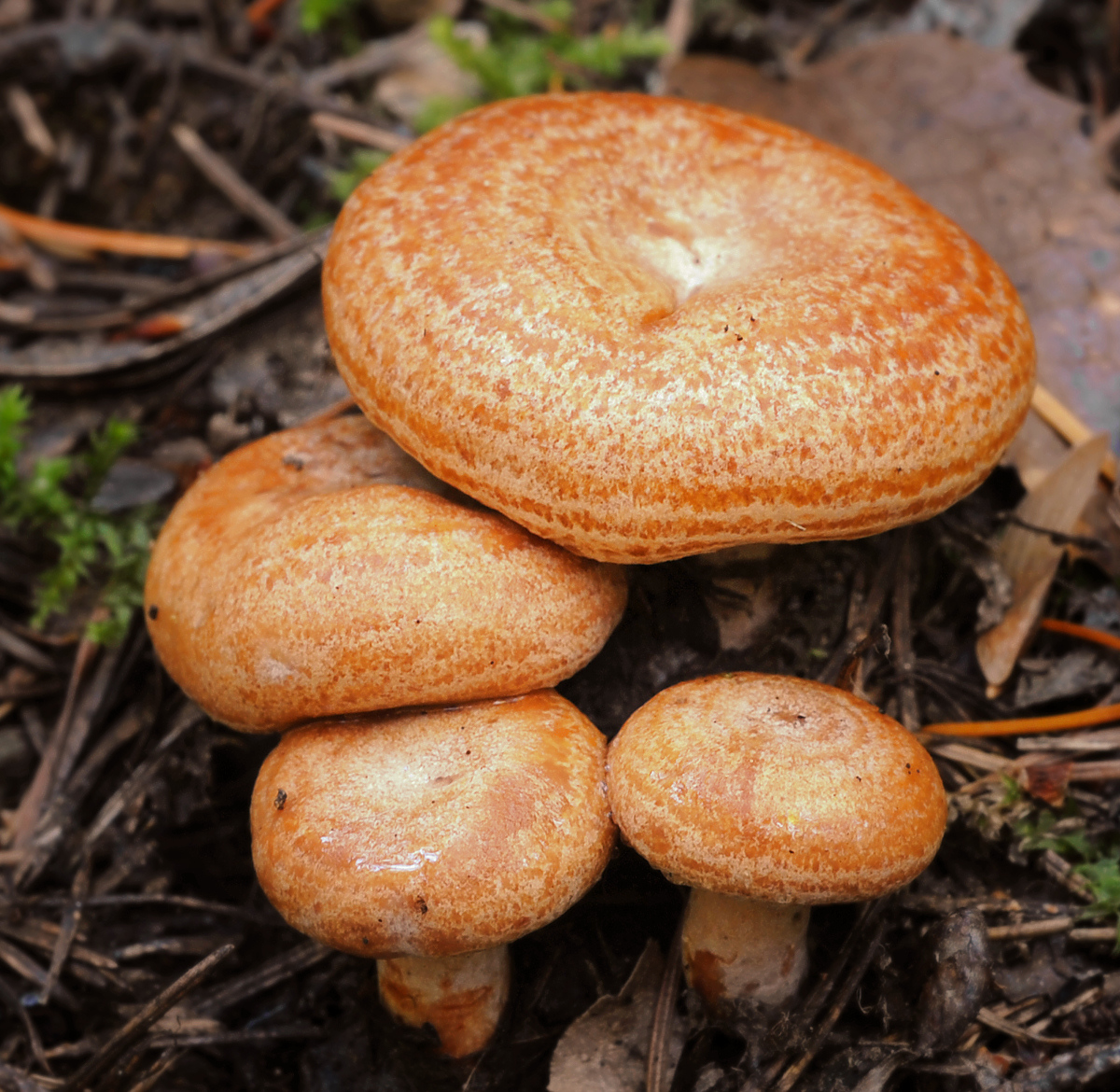